# Friedrich Glauser

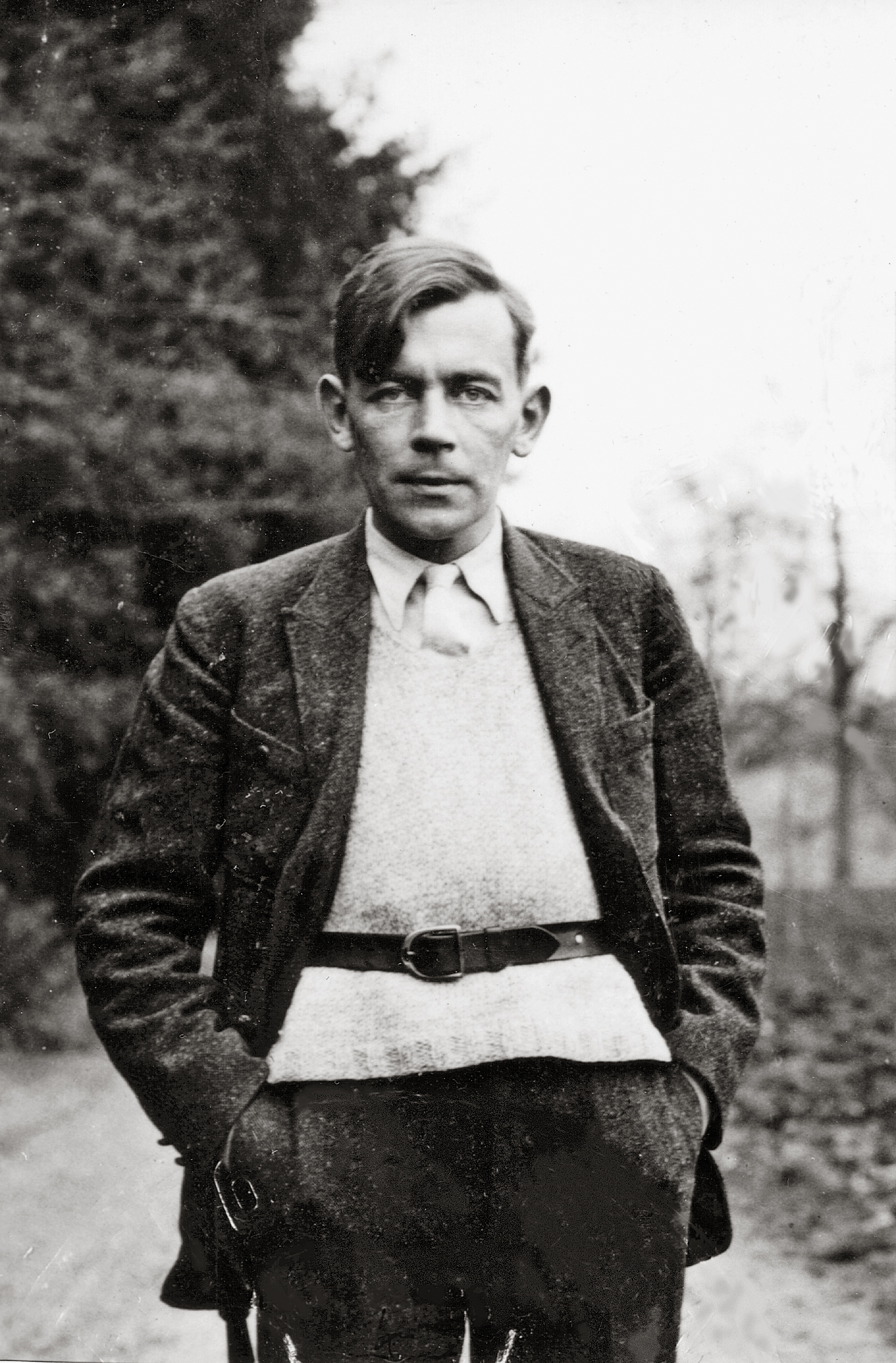
Friedrich Glauser in der Psychiatrischen Klinik Münsingen.
«Es ist mir, auch wenn es mir ganz schlecht gegangen ist, immer gewesen, als hätte ich etwas zu sagen, etwas, was außer mir keiner imstande wäre, auf diese Art zu sagen.»

Friedrich Charles Glauser (* 4. Februar 1896 in Wien, Österreich-Ungarn; † 8. Dezember 1938 in Nervi bei Genua; heimatberechtigt in Muri bei Bern) war ein Schweizer Schriftsteller, dessen Leben geprägt war von Entmündigung, Drogenabhängigkeit und Internierungen in psychiatrischen Anstalten. Trotzdem erlangte er mit seinen Erzählungen und Feuilletons, vor allem jedoch mit seinen fünf Wachtmeister-Studer-Romanen, literarischen Ruhm. Glauser gilt als einer der ersten und zugleich bedeutendsten deutschsprachigen Krimiautoren.

## Glauser über Glauser
Am 15. Juni 1937 schrieb Glauser in einem Brief im Zusammenhang mit der Veröffentlichung des Fremdenlegions-Romans Gourrama an den Journalisten und Freund Josef Halperin:

«Daten wollen Sie? Also: 1896 geboren in Wien von österreichischer Mutter und Schweizer Vater. Grossvater väterlicherseits Goldgräber in Kalifornien (sans blague), mütterlicherseits Hofrat (schöne Mischung, wie?). Volksschule, drei Klassen Gymnasium in Wien. Dann 3 Jahre Landerziehungsheim Glarisegg. Dann 3 Jahre Collège de Genève. Dort kurz vor der Matura hinausgeschmissen, weil ich einen literarischen Artikel über einen Gedichtband eines Lehrers am dortigen Collège verfasst hatte. Kantonale Matura in Zürich. 1 Semester Chemie. Dann Dadaismus. Vater wollte mich internieren lassen und unter Vormundschaft stellen. Flucht nach Genf. […] Ein Jahr (1919) in Münsingen interniert. Flucht von dort. 1 Jahr Ascona. Verhaftung wegen Mo. Rücktransport. 3 Monate Burghölzli (Gegenexpertise, weil Genf mich für schizophren erklärt hatte). 1921–23 Fremdenlegion. Dann Paris Plongeur [Tellerwäscher]. Belgien Kohlengruben. Später in Charleroi Krankenwärter. Wieder Mo. Internierung in Belgien. Rücktransport in die Schweiz. 1 Jahr administrativ Witzwil. Nachher 1 Jahr Handlanger in einer Baumschule. Analyse (1 Jahr), während ich in Münsingen weiter als Handlanger in einer Baumschule gearbeitet habe. Als Gärtner nach Basel, dann nach Winterthur. In dieser Zeit den Legionsroman geschrieben (1928/1929), 30/31 Jahreskurs Gartenbauschule Oeschberg. Juli 31 Nachanalyse. Jänner 32 bis Juli 32 Paris als ‹freier Schriftsteller› (wie man so schön sagt). Zum Besuch meines Vaters nach Mannheim. Dort wegen falschen Rezepten arretiert. Rücktransport in die Schweiz. Von Mai 32 – Mai 36 interniert. Et puis voilà. Ce n’est pas très beau, mais on fait ce qu'on peut.»

Mo. steht für die Droge Morphin, von der Glauser während langer Phasen seines Lebens stark abhängig war.

## Leben
Friedrich Glausers Leben war ein Teufelskreis aus Morphiumsucht, Geldnot, Beschaffungskriminalität und endete immer wieder in Kliniken; bis zur nächsten Entlassung, bis zum nächsten Suizidversuch, bis zum nächsten Fluchtversuch. Insgesamt verbrachte er so acht Jahre seines Lebens in Kliniken; dazu erwähnt er 1932 in seiner autobiographischen Erzählung Morphium: «Zufrieden war ich eigentlich immer erst, wenn ich im Gefängnis oder im Irrenhaus war.» Neben seiner schriftstellerischen Tätigkeit arbeitete Glauser zwischenzeitlich als Knecht, Milchausträger, Arbeiter in einer Munitionsfabrik, Buchhändler, Privatlehrer, Heizer, Übersetzer, Kaufmann, Journalist, Fremdenlegionär, Tellerwäscher, Grubenarbeiter, Krankenpfleger, Bibliothekar, Buchbinder, Raumpfleger, Organist, Gärtner und als Selbsternährer auf einem Bauerngut. Er fand seine letzte Ruhestätte auf dem Zürcher Friedhof Manegg.

### «Ein unbequemer Sohn»: Kindheit und Jugend (1896–1916)

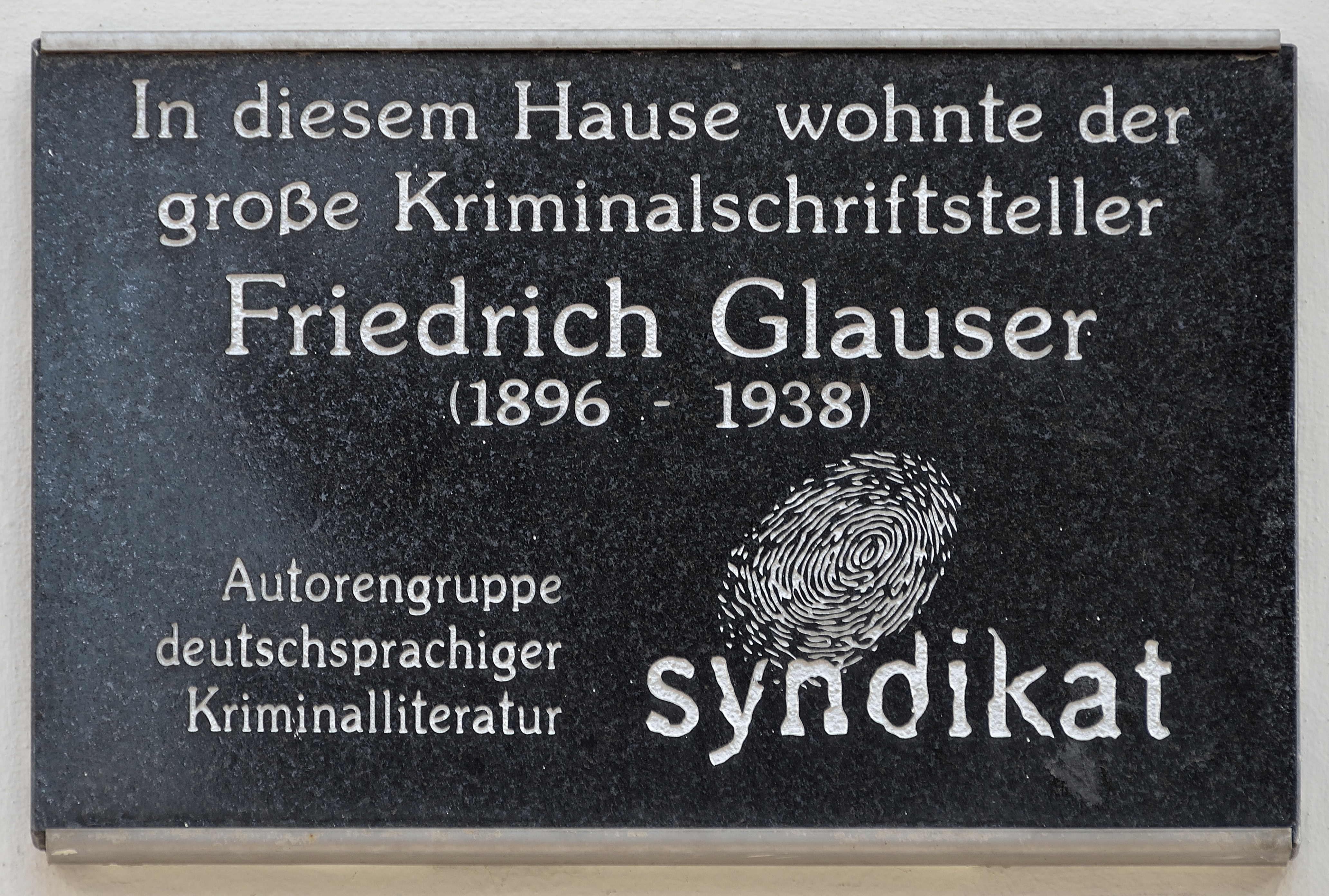
Gedenktafel in der Wiener Schelleingasse

Friedrich Charles Glauser wurde am 4. Februar 1896 in Wien geboren als Sohn des Schweizer Lehrers Charles Pierre Glauser und seiner Ehefrau Theresia Glauser, geborene Scubitz, aus Graz. Im Jahre 1900 starb seine Mutter an einer Blinddarmentzündung; der Vater schien überfordert, seinem Sohn die fehlende mütterliche Geborgenheit zu geben, und forderte stattdessen Leistung, auf die der Junge mit zunehmender Rebellion reagierte. 1902 heiratete Charles Pierre Glauser Klara Apizsch. Im selben Jahr trat Friedrich Glauser in die Evangelische Volksschule am Karlsplatz ein und vier Jahre danach ins Elisabeth-Gymnasium, wo er die dritte Klasse wiederholen musste. 1909 trennten sich Vater und Stiefmutter, und Glausers Grossmutter übernahm die Rolle der Erzieherin, da der Vater an die Handelshochschule nach Mannheim berufen wurde. Im Sommer dieses Jahres brannte der 13-Jährige alleine über die slowakische Grenze nach Pressburg durch, wo er von der Polizei aufgegriffen und nach Wien zurückgeführt wurde. Die Beziehung zwischen Glauser und seinem Vater wurde zusehends schwieriger und blieb ein zentrales und zugleich konfliktbeladenes Thema. Nach dieser Flucht aus dem Elternhaus nahm der Vater den Jungen von der Schule und schickte ihn mit Beginn des Schuljahres 1910 ins Landerziehungsheim Glarisegg im schweizerischen Steckborn. 1911 heiratete Charles Pierre Glauser ein drittes Mal, diesmal Louise Golaz aus Genf, welche als Gouvernante im Hause Glauser lebte, und zog endgültig nach Mannheim, wo er fortan als Rektor der Handelshochschule tätig war.
Im Landerziehungsheim Glarisegg kam es in der Folge zu neuen Problemen: Glauser machte Schulden in den umliegenden Dörfern und versetzte dem Lateinlehrer Charly Clerc einen Schlag, weil dieser ihn vor die Tür gestellt hatte. Als er 1913 einen Suizidversuch mit Chloroform unternahm, wurde er gezwungen, die Schule zu verlassen. Er absolvierte daraufhin ein halbes Jahr Landdienst bei einem Bauern in der Nähe von Genf und trat schliesslich im September in das Collège Calvin (bis 1969 «Collège de Genève») ein. Im ersten Jahr wohnte er bei seiner (Stief-)Tante Amélie (die Schwester von Vater Glausers dritter Gattin); in der Diplomatenhauptstadt begann auch Glausers Drogenabhängigkeit: «Der Apotheker, bei dem ich Äther holte, ein kleines buckliges Männchen, gab mir auf mein Verlangen Morphium, ohne Rezept. […] Und so begann das Unglück. […] Essen war Nebensache, was ich verdiente, bekam der Apotheker.» 1915 absolvierte Glauser die Rekrutenschule in der Schweizer Armee als Gebirgsartillerist in Thun und Interlaken. Er wurde zum Unteroffizier vorgeschlagen, erwies sich in der Ausbildung aber als «schlapp, energielos, absolut unfähig, seinen Grad zu bekleiden». Daraufhin wurde er als dienstuntauglich aus der Armee entlassen. Wieder in Genf am «Collège», entdeckte er seine schriftstellerische Begabung und veröffentlichte als junger Gymnasiast unter dem Namen Frédéric Glosère oder dem Pseudonym «Pointe-Sèche» (deutsch: Radiernadel) seine ersten Texte auf Französisch in L’Indépendence Hélvetique; bis 1916 verfasste Glauser neun Kritiken und Aufsätze in vorherrschend provokantem Stil. 1916 kam es aus diesem Grund zum Eklat, in dessen Folge Glauser ein Schulverweis drohte. Grund dafür war seine vernichtende Kritik Un poète philosophe – M. Frank Grandjean (1916) am Gedichtband des Collège-Lehrers Frank Grandjean. Wegen des möglichen Schulausschlusses verliess Glauser, nachdem er seine Volljährigkeit erreicht hatte, das «Collège», brach seine Beziehung zum Elternhaus ab und wechselte nach Zürich, um dort die Matura abzulegen.
→ Detaillierte Kapitel:
- Glauser und sein Vater
- Glauser am «Collège» in Genf

→ Autobiografische Texte aus diesem Lebensabschnitt:
- Morphium. (1932)
- Im Landerziehungsheim. (1933)
- Schreiben… (1937)
- Gesprungenes Glas. (1937/38)
- Damals in Wien. (1938)
- Der Kleine. (1938)

### «Flucht aus der Zeit»: Dadaismus, Tessin und Baden (1916–1921)

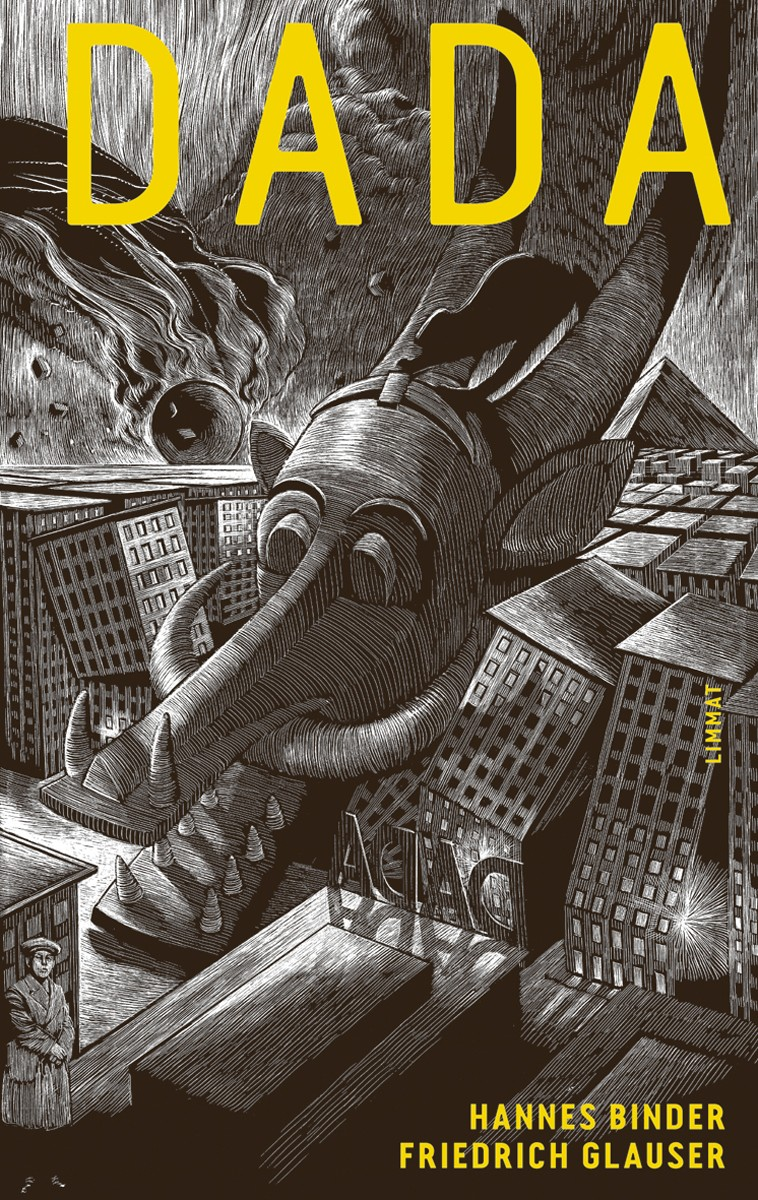
Die autobiografische Erzählung Dada in der Ausgabe des Limmat Verlages, Illustrationen von Hannes Binder

Nachdem Glauser das Collège in Genf wegen des möglichen Schulausschlusses verlassen hatte, legte er im April 1916 am «Minerva-Institut» in Zürich die Matura ab und schrieb sich als Chemiestudent an der Universität ein. Gleichzeitig gründete er mit Georges Haldenwang die literarische Zeitschrift Le Gong – Revue d’art mensuelle, die allerdings nur dreimal erschien. Im Herbst brach Glauser das Chemiestudium ab, trat in Kontakt mit der Dada-Bewegung und führte fortan ein Künstlerleben. Dabei lernte er diverse Persönlichkeiten wie Max Oppenheimer, Tristan Tzara, Hans Arp, Hugo Ball vom Cabaret Voltaire, der Geburtsstätte des Dadaismus, und dessen spätere Ehefrau Emmy Hennings kennen. Am 29. März und 14. April 1917 wirkte Glauser aktiv an Dada-Soireen mit, letztlich blieb ihm die Kunstbewegung jedoch fern. Getrieben von der Morphiumsucht wurde Glauser immer wieder straffällig, hinterging Freunde und Bekannte, beging Diebstähle und fälschte Rezepte. Glausers Vater weigerte sich zum ersten Mal, die Schulden seines Sohnes weiter zu bezahlen. Er stellte einen Antrag auf psychiatrische Untersuchung und schaltete die Amtsvormundschaft Zürich ein, woraufhin Glauser sich in die Südschweiz absetzte. Dort verbrachte er von Juni bis Mitte Juli mit Hugo Ball und Emmy Hennings die Zeit in Magadino und später auf der Alp Brusada im Maggia-Tal (im Valle del Salto, rund 7 Kilometer nordöstlich der Ortschaft Maggia). Im Juli 1917 reiste Glauser nach Genf und arbeitete kurzzeitig als Milchausträger in einer Joghurtfabrik und kehrte danach wieder nach Zürich zurück.
Im Januar 1918 wurde Friedrich Glauser entmündigt. Er flüchtete erneut nach Genf und wurde im Juni nach weiteren Diebstählen verhaftet und als Morphiumsüchtiger für zwei Monate in die Psychiatrische Klinik Bel-Air eingewiesen. Dort bekam er die Diagnose «Dementia praecox». Daraufhin kam er zum ersten Mal in das Psychiatriezentrum Münsingen, in dem er insgesamt beinahe sechs Jahre seines Lebens verbringen sollte. Im Juli 1919 flüchtete Glauser aus Münsingen, diesmal wieder ins Tessin und fand Unterkunft bei Robert Binswanger in Ascona. Das Dorf am Lago Maggiore unterhalb des Monte Verità war zu dieser Zeit ein Magnet für Künstlerkolonien, Bohemiens, politische Flüchtlinge, Anarchisten, Pazifisten sowie Anhänger unterschiedlicher alternativer Bewegungen. Glauser machte Bekanntschaft mit etlichen Persönlichkeiten wie Bruno Goetz, Mary Wigman, Amadeus Barth, Marianne von Werefkin, Alexej von Jawlensky, Paula Kupka, Werner von der Schulenburg oder Johannes Nohl. Er arbeitete an mehreren Texten, fand allerdings nicht die nötige Ruhe: «Ein Freundeskreis hatte mich aufgenommen, wie ich ihn mir herzlicher nicht hätte wünschen können. Und doch dauerte es kaum zwei Monate, da sehnte ich mich wieder nach Einsamkeit.»
Glauser hatte sich in die zehn Jahre ältere Elisabeth von Ruckteschell verliebt, welche zu dieser Zeit ebenfalls bei Binswanger weilte, und zog mit ihr im November 1919 in eine leerstehende Mühle bei Ronco. Dort lebten die beiden bis Anfang Juli 1920. Dann endete die Romanze abrupt: Glauser verfiel erneut der Morphiumsucht und wurde in Bellinzona verhaftet. Dort versuchte er zum zweiten Mal, sich das Leben zu nehmen, indem er sich in einer Arrestzelle erhängen wollte. Daraufhin wurde er in die Irrenanstalt Steigerhubel in Bern überführt. Am 29. Juli gelang ihm mit Hilfe von Elisabeth von Ruckteschell von dort die Flucht mit einem Taxi.
Nach einem Aufenthalt in der Psychiatrischen Klinik «Burghölzli» fand er ab Oktober 1920 in Baden Unterkunft beim Stadtschreiber Hans Raschle und seiner Frau «Maugg», die dem Gestrauchelten eine neue Chance geben wollten. Raschle versuchte für Glauser eine Anstellung bei Brown, Boveri & Cie. zu arrangieren, was jedoch nicht zustande kam. Stattdessen absolvierte dieser ein Volontariat bei der Badener Neuen Freien Presse und verfasste Artikel für das Badener Tagblatt und die Neue Zürcher Zeitung. Nachdem die Beziehung mit Elisabeth von Ruckteschell gegen Ende des Jahres endgültig auseinandergebrochen war, begann Glauser hinter dem Rücken von Hans Raschle eine Affäre mit dessen Ehefrau. Zudem fing er an, seine Zigaretten mit Opium zu tränken, fälschte erneut Morphiumrezepte, trank Äther und verkaufte Raschles Bücher bei einem Buchhändler. Im April 1921 stürzte sich Glauser im Delirium auf «Maugg», in deren Folge sie die Ordonnanzpistole ihres Mannes gegen den Angreifer richtete. Am Abend desselben Tages war Glauser ohne Abschied verschwunden und flüchtete über die deutsche Grenze zu seinem Vater nach Mannheim. Dort angekommen riet dieser seinem Sohn, in die französische Fremdenlegion einzutreten.
→ Detaillierte Kapitel:
- Glauser und der Dadaismus
- Glauser im Tessin
- Glauser in Baden
- Glausers Internierungen in Kliniken

→ Autobiografische Texte aus diesem Lebensabschnitt:
- Ein Dieb. (1920)
- Lebenslauf Burghölzli.[8] (1920)
- Tagebuch Burghölzli.[9] (1920)
- Anamnese, vom Patienten selbst geschrieben.[10] (1920)
- Dada. (1931)
- Ascona. Jahrmarkt des Geistes. (1931)
- Beichte in der Nacht. (1934)
- Ascona-Roman-Fragment. (1937/1938)

### «Auf verlorenem Posten»: Fremdenlegion (1921–1923)

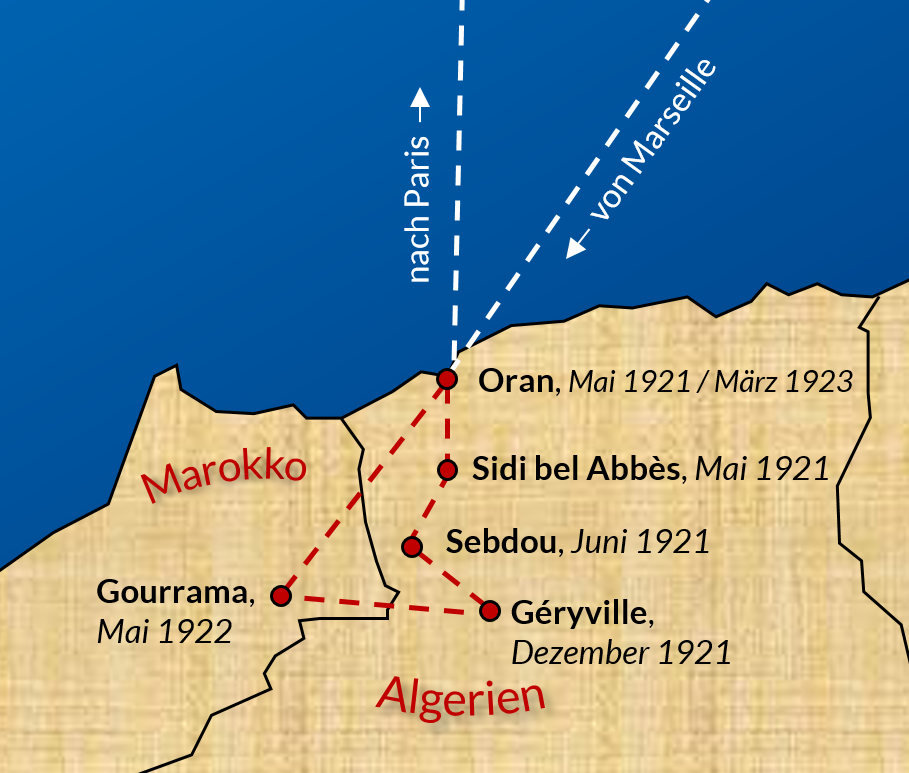
Friedrich Glausers Stationen in Nordafrika während seiner Zeit in der Fremdenlegion von 1921 bis 1923
(die Daten beziehen sich auf die Ankunft)

Als Glauser 25 Jahre alt war, hatte er bereits etliche Katastrophen hinter sich. Sein Biograph Gerhard Saner schreibt dazu: «Der Vater wollte endlich, endlich Ruhe haben, die Gewähr der allersichersten Verwahrung.» Glausers Vater sah in der französischen Fremdenlegion eine Möglichkeit, all den Problemen ein Ende zu setzen und eine leidige Verantwortung abzugeben. So wurde Friedrich Glauser am 29. April 1921 in Strassburg in die Fremdenlegion aufgenommen und unterschrieb ein Engagement für fünf Jahre. Im Mai holten zwei Korporäle und ein Adjutant aus Sidi bel Abbès die frisch eingekleideten Rekruten ab und reisten mit ihnen nach Marseille. Acht Tage später schifften sie morgens um 5.00 Uhr auf dem Dampfer «Sidi Brahim» zur Überfahrt nach Oran ein. Mitte Mai 1921 traf Glauser in Algerien ein und reiste von Oran aus zur Garnisonsstadt Sidi bel Abbès. Er kam in die Unteroffiziersschule zur Abteilung der Maschinengewehre, wo er vier Monate später zum Korporal ernannt wurde. Am 21. Juni stiess Glauser zu seiner Truppe, wurde Sekretär des Hauptmanns und war im Fourierdienst tätig. Im Sommer wurde das ganze Bataillon nach Sebdou, rund 150 Kilometer südwestlich von Sidi bel Abbès, verlegt und dort einquartiert. Es herrschte Langeweile, und eine Desertionswelle ergriff Teile der Truppe; Glauser selbst beteiligte sich nicht dabei. Es folgte eine Strafversetzung des Bataillons nach Géryville (nach der französischen Kolonialzeit El Bayadh), einer Garnison mitten auf einem Hochplateau in 1'500 Metern Höhe. Die Verschiebung dauerte vom 17. bis zum 26. Dezember. Auch hier herrschte, wie schon in Sebdou, die Langeweile des Garnisonslebens. Glauser meldete sich beim Truppenarzt wegen auftretender Herzprobleme, wurde ins Büro versetzt und war oft krankgeschrieben. Ende März 1922 wurden zwölf Freiwillige für Marokko gesucht. Glauser meldete sich, wurde ausgewählt, und im Mai begann die Verschiebung des Detachements bis zum Aussenposten Gourrama.

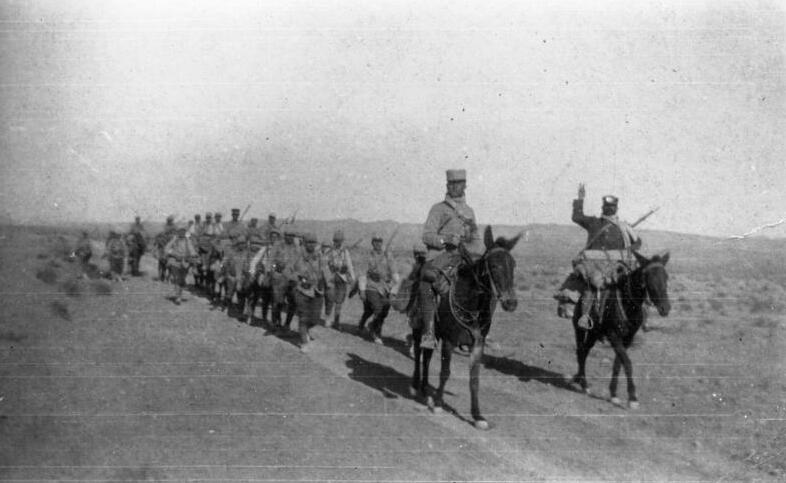
Fremdenlegion in Marokko, 1920

Der Aussenposten der Legion im Süden Marokkos zwischen Bou-Denib und Midelt lag neben zwei Berberdörfern und hatte beinahe 300 Mann einquartiert. Die Aufgaben der Legionäre beschränkten sich auf das Exerzieren, Schiessübungen, Ausmärsche und bei Bedarf auf das Beschützen eines Zugs mit Lebensmitteln, da Räuberbanden (Dschischs) die Gegend unsicher machten. Bei der ersten ärztlichen Untersuchung wurde Glauser für marschuntauglich erklärt und kam daraufhin erneut zur Administration, wo er die Verantwortung für die Lebensmittel und etwa 200 Schafe und 10 Rinder übernahm. Allerdings mogelte er bei Gewichten, gab unerlaubt Essensrationen ab und manipulierte die Buchhaltung mit Einwilligung von Vorgesetzten. Aus Angst vor möglichen Konsequenzen begann Glauser Alkohol im Übermass zu trinken. Als er eines Tages leichten Arrest bekam, unternahm er seinen dritten Suizidversuch, indem er sich mit einem Blechdeckel das Ellbogengelenk aufschnitt. Daraufhin kam er ins Lazarett nach Rich. Als sein Arm geheilt war, kehrte er wieder zurück nach Gourrama. Im März 1923 musste Glauser mit einem Camion nach Colomb-Béchar und von dort nach Oran ins «Fort Sainte-Thérèse», um sich einer Untersuchung zu unterziehen. Am Ende des Monats wurde er wegen Herzstörungen endgültig für dienstuntauglich erklärt, in Zivil eingekleidet und trat die Rückfahrt nach Europa mit fünf Franken Reisegeld und einem Billett bis an die belgische Grenze an.
→ Detaillierte Kapitel:
- Glauser in der Fremdenlegion.

→ Autobiografische Texte aus diesem Lebensabschnitt:
- 18 Legionserzählungen. (1925–1937)
- Gourrama. (1928–1930)

### «Ganz unten»: Paris, Belgien (1923–1925)

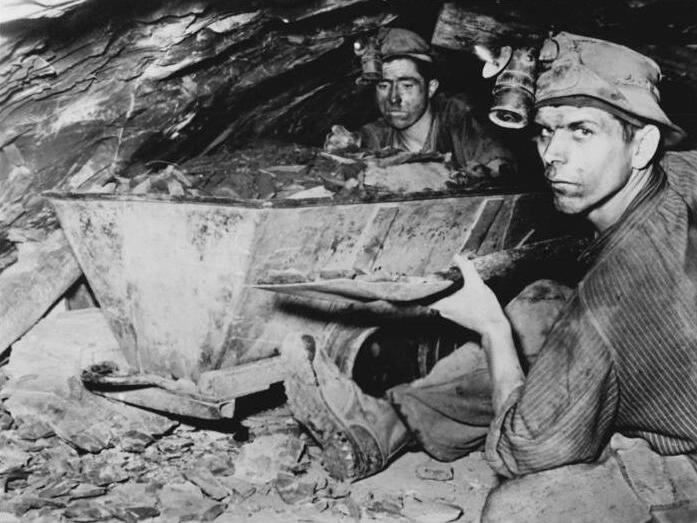
Nach der heissen Sonne Nordafrikas arbeitete Glauser im Dunkeln: Kohlebergbau untertags

Nach der Ausmusterung aus der Fremdenlegion reiste Glauser im April 1923 zuerst nach Paris. Von dort schrieb er am 11. April 1923 an seinen Vater und erklärte ihm die neue Situation: «Mein lieber Papa, du wirst sicher erstaunt sein, plötzlich Nachricht aus Paris zu erhalten. […] Am 31. März wurde ich endgültig für dienstuntauglich Stufe 1 (ohne Rente, jedoch mit Recht auf ärztliche Behandlung) erklärt, wegen funktioneller Herzstörungen (Asystolie). […] In Oran hab ich angeben müssen, an welchen Ort ich mich begeben wollte, und da es den ehemaligen Fremdenlegionären untersagt ist, auf französischem Boden zu verweilen, hab ich Brüssel als neuen Aufenthaltsort angegeben. Und dies, weil Belgien mehrsprachige Angestellte für Belgisch-Kongo braucht. Denn ich will nicht in Europa bleiben, wo es mir keineswegs gefällt. Schon die wenigen Tage, die ich hier verbracht habe, ist es mir verleidet.» Tatsächlich arbeitete Glauser aber vorerst als Tellerwäscher im «Grand Hôtel Suisse». Im September wurde ihm gekündigt, da er bei einem Diebstahl erwischt wurde. Daraufhin reiste er nach Belgien und erreichte Ende September Charleroi, wo er, unterbrochen durch einen Spitalaufenthalt infolge eines Malariarückfalles, bis zum September 1924 in einer Kohlengrube als Bergmann 822 Meter unter dem Erdboden von 9 Uhr abends bis 5 Uhr morgens arbeitete. Glauser verfiel wiederum dem Morphium, und es folgte sein vierter Suizidversuch, indem er sich die Pulsadern aufschnitt. Er wurde ins städtische Krankenhaus von Charleroi eingeliefert, wo er nach seiner Genesung als Pfleger arbeitete. Am 5. September entfachte er in einem Morphiumdelirium einen Zimmerbrand und wurde in die Irrenanstalt Tournai eingeliefert. Im Mai 1925 folgte dann die Rückschaffung in die Schweiz ins Psychiatriezentrum Münsingen.
→ Detailliertes Kapitel:
- Glauser im Kohlebergbau

→ Autobiografische Texte aus diesem Lebensabschnitt:
- Unten. (1930)
- Zwischen den Klassen. (1932)
- Ich bin ein Dieb. (1935)
- Im Dunkel. (1936)
- Charleroi-Roman-Fragment. (1936–1938)
- Nachtasyl. (1938)

### «Versuche der Stabilisierung»: Psychoanalyse und Gärtnerberuf (1925–1935)

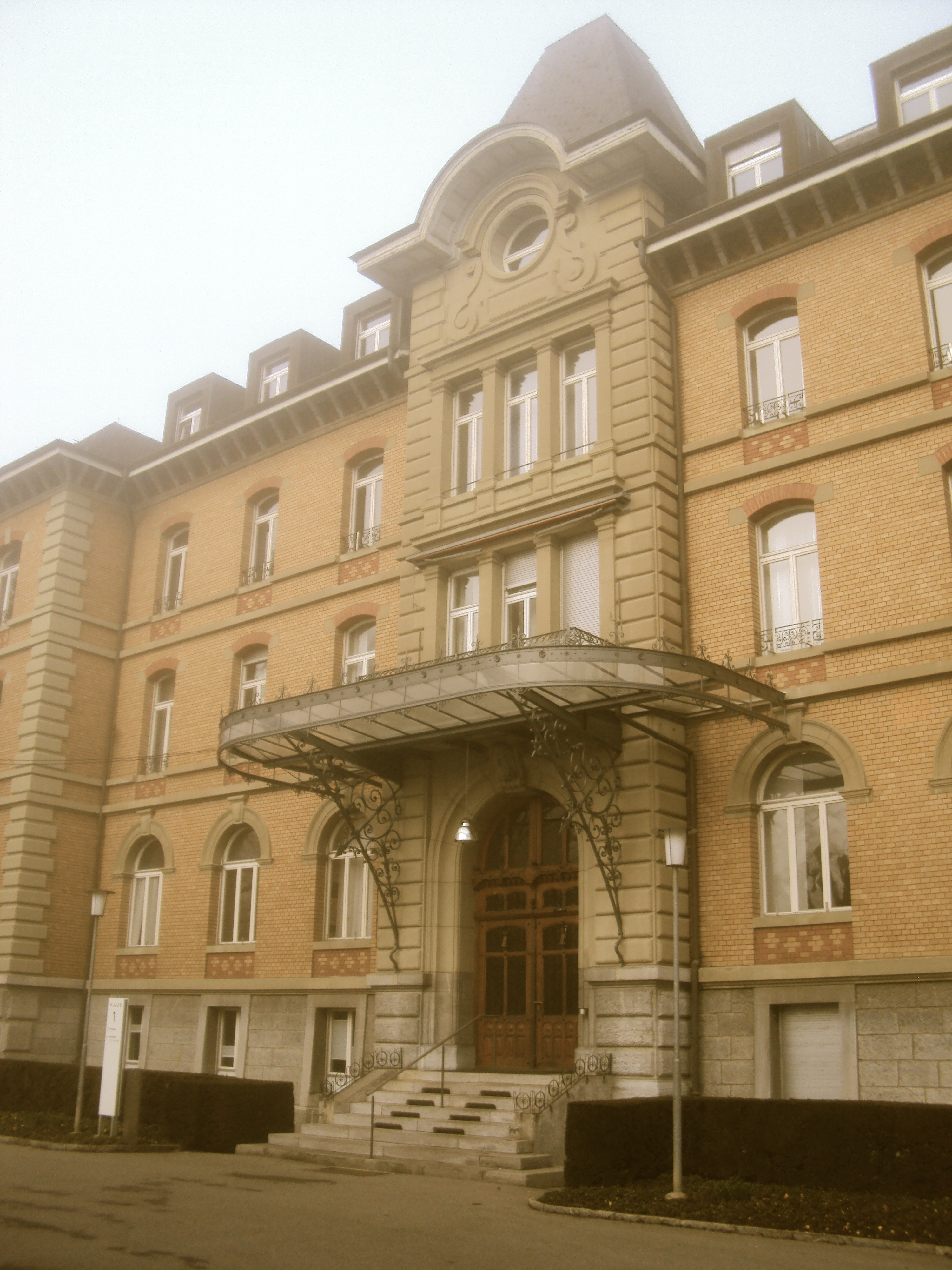
Haupthaus Psychiatriezentrum Münsingen mit Eingang. Max Müller wohnte zu Zeiten Glausers im dritten Stock, rechts

Nach der Rückschaffung aus Belgien im Mai 1925 wurde Glauser zum zweiten Mal im Psychiatriezentrum Münsingen interniert. Dort lernte er auch den Psychiater Max Müller kennen, der später mit Glauser die Psychoanalyse durchführte. Im Juni wurde Glauser in die Haft- und Arbeitsanstalt Witzwil, die vom Direktor Otto Kellerhals geleitet wurde, eingewiesen. Dort nahm er seine literarische Tätigkeit wieder auf und verfasste hauptsächlich Kurzgeschichten. Am 16. Dezember unternahm er in einer Zelle seinen fünften Suizidversuch, diesmal durch Erhängen. Wieder zu Kräften gekommen, gelangte Glauser im neuen Jahr zur Überzeugung, dass er nicht vom Schreiben leben könne, und es stellte sich bei ihm erneut der Wunsch nach Selbstständigkeit durch einen Beruf ein. Einen Berufszweig, den er daraufhin während Jahren verfolgte und schliesslich in einem Jahreskurs abschloss, war derjenige des Gärtners. Im Juni 1926 wurde er aus Witzwil entlassen und er arbeitete zum ersten Mal als Gärtnergehilfe vom Juni 1926 bis zum März 1927 in Liestal bei Jakob Heinis. In dieser Zeit lernte er auch die Tänzerin Beatrix Gutekunst kennen und ging mit ihr eine Beziehung ein, die fünf Jahre Bestand hatte. Erneut verfiel er dem Morphium und begann Rezepte zu fälschen, was 1927 zu einer Verhaftung wegen Opiumdiebstahls in einer Apotheke führte. Daraufhin ging er für eine Entziehungskur wieder nach Münsingen zurück und begann im April eine rund einjährige Psychoanalyse bei Max Müller. Während dieser Zeit arbeitete er in der Gärtnerei Jäcky in Münsingen.
Am 1. April 1928 trat Glauser eine Stelle als Hilfsgärtner in Riehen bei Rudolf Wackernagel an, einem Sohn des bekannten gleichnamigen Historikers. Mittlerweile lebte er mit seiner Freundin Beatrix Gutekunst zusammen an der Güterstrasse 219 in Basel und begann mit der Arbeit an seinem ersten Roman Gourrama, in welchem er die prägende Zeit in der Fremdenlegion verarbeitete. Ende Jahr erhielt er zudem die Zusage eines Kredits von 1’500 Schweizer Franken für die Legionsgeschichte durch die Werkbeleihungskasse des Schweizerischen Schriftsteller-Vereins. Parallel zum Schreiben arbeitete Glauser weiterhin als Gärtner und wechselte im September zur Handelsgärtnerei E. Müller in Basel, wo er bis Dezember tätig war. Danach folgte der Umzug nach Winterthur zu Beatrix Gutekunst, die dort eine Tanzschule eröffnet hatte. Zu Beginn des Jahres 1929 versuchte Glauser vergeblich, seine Vormundschaft aufzuheben. Im April begann er als Gärtnergehilfe bei Kurt Ninck in Wülflingen, verfiel allerdings erneut dem Morphium. Ende des Monats erwischte man ihn beim Einlösen eines gefälschten Rezepts, und es wurde ein Strafantrag vom Winterthurer Bezirksanwalt gegen ihn eingereicht. Dank eines Gutachtens von Max Müller, in dem er Glauser Unzurechnungsfähigkeit attestierte, wurde das Verfahren eingestellt.

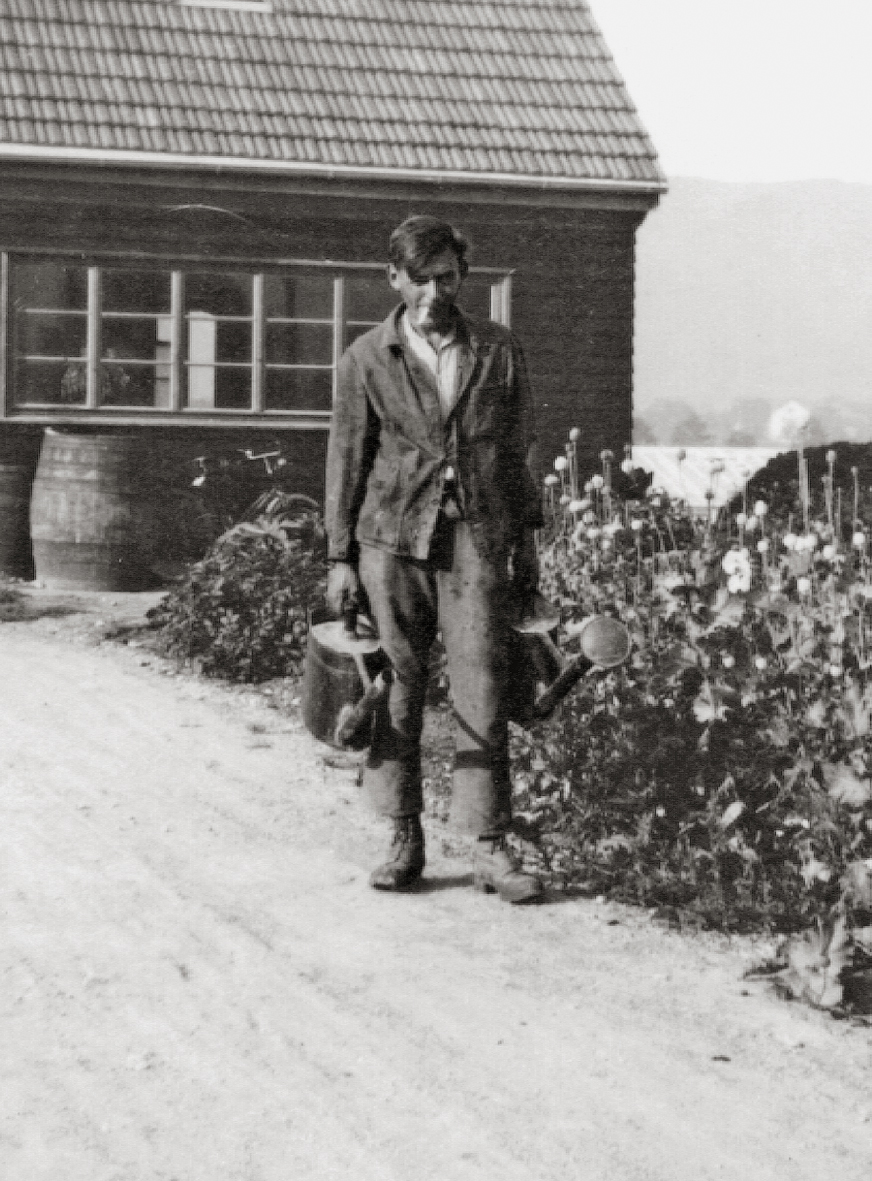
Friedrich Glauser in der Gartenbauschule Oeschberg, 1930

Anfang 1930 war Glauser wieder in Münsingen, wo er im März das Manuskript von Gourrama abschloss. Im selben Monat trat er dann in die Kantonale Gartenbauschule Oeschberg bei Koppigen ein. Vermittelt hatte dies Max Müller, der dabei auch vereinbart hatte, dass Glauser kontrolliert Opium beziehen durfte, ohne dabei straffällig zu werden. Im Februar 1931 schloss er den Kurs schliesslich mit einem Diplom ab. Er versuchte weiterhin seinen Legionsroman zu veröffentlichen, erhielt allerdings von allen Verlagen Absagen und so hielt er sich mit Feuilletons über Wasser und absolvierte eine Nachanalyse bei Max Müller. In diesem Jahr stattete Glauser seiner Tante Amélie in Genf einen zweitägigen Besuch ab, hatte dabei wahrscheinlich den Plan gefasst, einen Genfer Krimi (Der Tee der drei alten Damen) zu schreiben und begann damit bereits im Oktober. Im Januar 1932 verwarf Glauser seine Gärtnerpläne, versuchte als Journalist und Schriftsteller in Paris Fuss zu fassen und zog mit Gutekunst in die französische Hauptstadt. In dieser Zeit lernte er auch Georges Simenons Bücher und dessen Kommissar Maigret kennen und erlag dem Charme der Serie, was bei der Schaffung des Wachtmeister Studers von entscheidender Bedeutung sein sollte. Im Frühling zeigten sich die ersten finanziellen Schwierigkeiten und Glauser griff wieder zum Opium. Ende Mai brach er das «Pariser Experiment» ab und besuchte seinen Vater in Mannheim. Dort fälschte Glauser erneut Rezepte, wurde festgenommen und kam in Untersuchungshaft. Charles Pierre Glauser stellte schliesslich den Antrag auf lebenslange Internierung. Es folgte die erneute Einweisung nach Münsingen und die Trennung von Beatrix Gutekunst.
Im September 1933 lernte Glauser Berthe Bendel kennen, die als Pflegerin in der Psychiatrischen Anstalt Münsingen arbeitete. Zu dieser Zeit bot sich für die beiden eine völlig neue Perspektive, da Glauser die Zusage für eine Stelle als Verwalter eines kleinen Gutes in Angles bei Chartres angeboten bekommen hatte. Sowohl der Vormund als auch die Anstaltsleitung stimmten dem Schritt in die gemeinsame Selbstständigkeit zu. Allerdings zerschlug sich dieser Traum, weil sich Glauser einen Tag vor der Abreise nach Frankreich im Dorf betrank. In der Folge weigerten sich der Vormund und die Anstalt Glauser mit Berthe Bendel nach Frankreich gehen zu lassen. Auch zeichnete sich eine zunehmende Distanz zwischen Glauser und Max Müller ab, was sich unter anderem darin zeigte, dass Glauser das Vertrauen seines Arztes, Analytikers und Brieffreundes aufs Spiel setzte, indem er Anfang August 1933 ein Rezept auf Müllers Namen fälschte. In der Folge schlug Müller nach Glausers vertaner Frankreich-Chance und neuerlichen Rezeptfälschungen im März 1934 eine Verlegung in die Psychiatrische Klinik Waldau vor. Das Protokoll der Eintrittsuntersuchung von Jakob Klaesi, dem damaligen Direktor der Anstalt (und Autor diverser Dramen und Lyrik), hielt unter anderem zu Glauser fest: «Moralischer Defekt. – Masslose Überheblichkeit bei so geringer Intelligenz, dass sie gerade für eine schriftstellerische Tätigkeit seiner Gattung [gemeint ist die Gattung des Kriminalromans] noch ausreicht.» Ende September 1934 wurde Glauser in die (zur Klinik gehörende) offene Kolonie «Anna Müller» bei Münchenbuchsee versetzt. Dort begann sich die Idee zu einem zweiten Kriminalroman zu konkretisieren, nachdem er Der Tee der drei alten Damen beendet hatte. Beflügelt wurde er dabei durch den Umstand, dass er den ersten Preis beim Kurzgeschichtenwettbewerb des Schweizer Spiegels mit der Erzählung «Sie geht um» (1934) gewonnen hatte. Die Jury wählte Glausers Text aus 188 Einsendern und erhöhte die Preissumme in Anerkennung der literarischen Qualität von 300 auf 500 Franken; nach beinahe 20 Jahren Schreiben war dies die erste Auszeichnung für Glauser.
Zu seinem neuen Roman schrieb er am 8. Februar 1935 an seine Freundin Berthe: «Ich hab eine längere Sache angefangen, die im Dorf Münsingen spielen soll, weisst, so eine Art Kriminalroman. Aber ich weiss nicht, ob was draus wird.» Und am 12. März: «Aber den Studer, den du ja kennst, spielt die Hauptrolle. Ich möcht den Mann so ausbauen zu einem Typ von gemütlichem Schweizer Detektiv. Vielleicht wird das ganz lustig.» Im Mai begann Glauser dann mit der Schreibmaschinen-Niederschrift von Schlumpf Erwin Mord. Da er in der Kolonie täglich Feldarbeit zu verrichten hatte, konnte er daran lediglich an drei Nachmittagen pro Woche arbeiten. Bis zum August 1935 hatte er die 21 Kapitel in einem 198-Seitigen Typoskript niedergeschrieben, das Glausers Leben ungeahnt beeinflussen und die literarische Welt der Ermittler um eine unnachahmliche Detektivfigur bereichern sollte.
→ Detaillierte Kapitel:
- Glauser als Gärtner
- Glauser und seine Psychoanalyse
- Glauser und Max Müller
- Glauser und Paris

→ Autobiografische Texte aus diesem Lebensabschnitt:
- Lebenslauf Münsingen.[18] (1925)
- Die Begegnung. (1927/29)
- Ohne Titel.[19] (1932)
- Baumschulen. (1934)
- Totenklage. (1934)
- Lebenslauf Waldau.[20] (1934)
- Die Kolonie Anna Müller. (1935)
- 1. Juni 1932. (1938)

### «Studer ermittelt»: Endlich Erfolg (1935–1937)
Obwohl Glauser seit 19 Jahren Texte schrieb und auch immer wieder publizieren konnte (frühester deutscher Text: Ein Denker, 1916), war er Ende 1935 nach wie vor unbekannt. Er hatte noch drei Jahre zu leben und in dieser kurzen Zeit stellte sich durch seine Wachtmeister-Studer-Romane ein derartiger Erfolg ein, dass er plötzlich ein gefragter Autor wurde. Diesbezüglich schrieb er 1937 an Gotthard Schuh: «Es ist mir lange genug schlecht gegangen, warum soll ich jetzt nicht ein wenig profitieren, wenn ‹just around the corner there is a little sunshine for me›? Und wenn es auch nur ein wenig ist, so hab ich ihn bezahlt, den ‹sunshine›.» Endlich schien der Erfolg da zu sein. Man kam auf Glauser zu, wollte ihn «machen». Allerdings hatte dies seinen Preis. Glauser überforderte sich mit neuen Arbeiten. Unter dem zunehmenden Druck schrieb er im Sommer 1937, von Zweifeln geplagt, an den Journalisten Josef Halperin: «Augenblicklich hab ich wieder mal den Eindruck, als stände alles auf der Kippe, der Weg mit dem Kriminalroman-Schreiben scheint mir nirgends hinzuführen. Ich möchte irgendwo hin, so weit als möglich von Europa fort, und dunkel schwebt mir etwas von freiwilligem Krankenpfleger vor. Wenn Sie in dieser Richtung etwas wissen, so schreiben Sie mir. Indochina oder Indien – Irgendwo wird man einen doch brauchen können. Denn nur Literat sein – das geht auf die Dauer nicht. Man verliert jeden Kontakt mit der Wirklichkeit.» «Studer» schien für Glauser zunehmend zur Belastung zu werden, davon zeugt auch ein Brief aus demselben Jahr, den er an eine Leserin seiner Romane schrieb: «Natürlich freut es uns immer, uns Schreiber, wenn man uns Komplimente macht – und darum freut es mich auch, dass Sie den ‹Studer› mögen. Mir geht es zwar ein wenig wie dem Zauberlehrling, Sie wissen doch: Der Mann, der mit den Sprüchen den Besen zum Leben erweckt und ihn dann nicht mehr los wurde. Ich hab den ‹Studer› zum Leben erweckt – und sollte jetzt auf Teufel komm raus ‹Studer-Romane› schreiben und schriebe doch viel lieber etwas ganz anderes.»

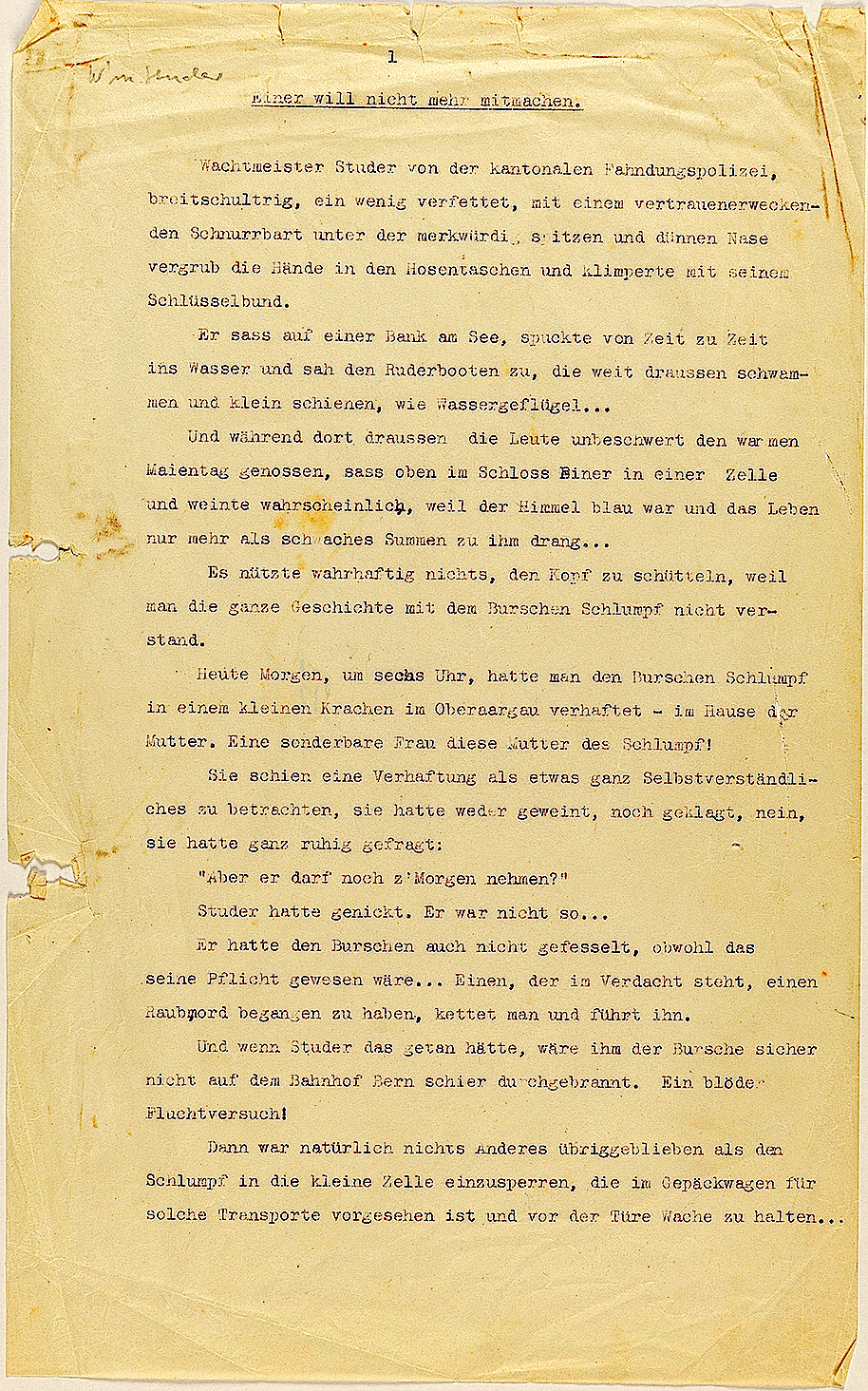
Erste Seite des Typoskripts von Schlumpf Erwin Mord, Schweizerisches Literaturarchiv, Bern

Der literarische Erfolg mit der Ermittler-Figur «Studer» begann Ende 1935. Nachdem Glauser das Manuskript seines ersten «Studer»-Romanes Schlumpf Erwin Mord im August beendet und an den Morgarten-Verlag eingesandt hatte, geschah vorerst nichts. Am 8. Oktober flüchtete er aus der Kolonie nach einer erneuten Rezeptfälschung nach Basel und fand Unterschlupf beim Schauspieler und Drehbuchautor Charles Ferdinand Vaucher. Dieser vermittelte Glauser an einen Leseabend im «Rabenhaus» bei Rudolf Jakob Humm in Zürich. So trat der unbekannte Autor am 6. November vor versammelten Literaturfreunden auf und las Auszüge aus seinem unveröffentlichten Kriminalroman vor. Josef Halperin erinnerte sich: «Die zuhörenden Schriftsteller waren von verschiedener Richtung und pflegten sich zu versammeln, nicht um einander emporzuloben, sondern um durch unbeirrt sachliche Kritik einander zu fördern, voneinander zu lernen. Glauser wusste das und schien gefasst auf das Urteil zu warten. War es die Ungewissheit oder die Anstrengung des Lesens, die ihn in sich zusammensinken liess? […] ‹Sehr schön›, fing einer an und rühmte die sichere und kühne Dialektfärbung der Sprache, die Menschengestaltung, die echte Atmosphäre. Man betrachtete die Sache von allen Seiten und kam überein, dass hier mehr als ein glänzender Kriminalroman vorlag. […] ‹Das freut mich, das freut mich›, sagte Glauser ein übers andere Mal leise und herzlich, mit einem dankbaren Lächeln.» Die Zuhörer waren sich einig, hier fand ein denkwürdiges Ereignis statt. Und der ebenfalls anwesende Albin Zollinger bemerkte: «Man hatte ein Talent gefunden, ein meisterliches Talent, da war gar kein Zweifel.» Die Wirkung von Glausers Lesung im «Rabenhaus» war enorm: Endlich erhielt er die Bestätigung von Schriftstellerkollegen, nach der er sich so lange gesehnt hatte. Nach immer wiederkehrender Internierung war er plötzlich aufgenommen in einer Gesellschaft Gleichdenkender und Verstehender. Und er konnte wichtige Kontakte knüpfen. Was an diesem Abend ebenfalls auffiel, war Glausers Stimme. Dazu noch einmal Halperin: «Der Mann las mit einer etwas singenden Stimme und mit einer etwas sonderbaren Aussprache, in der schweizerische, österreichische und reichsdeutsche Tonelemente sich vermischten, so dass man sich unwillkürlich fragte: Wo mag der aufgewachsen, wo herumgetrieben worden sein? Der Glauser war Schweizer, hiess es. Aber während man überlegen wollte, welche Bewandtnis es mit seinem Akzent haben könnte, merkte man, dass man gar nicht mehr mit Glauser beschäftigt war, sondern mit einem Fahnderwachtmeister Studer. […] An die singende Stimme hatte man sich schnell gewöhnt. Sie sang sozusagen mit einer liebevollen Eintönigkeit, modulierte ganz wenig, mit einer gewinnenden Bescheidenheit, welche die Effekte der Aufmachung verpönte und nur die Substanz wirken lassen wollte.»
Glausers Stimme in der einzig erhaltenen Tonaufnahme aus dem Jahre 1937 (Ausschnitt aus Kif)ⓘ

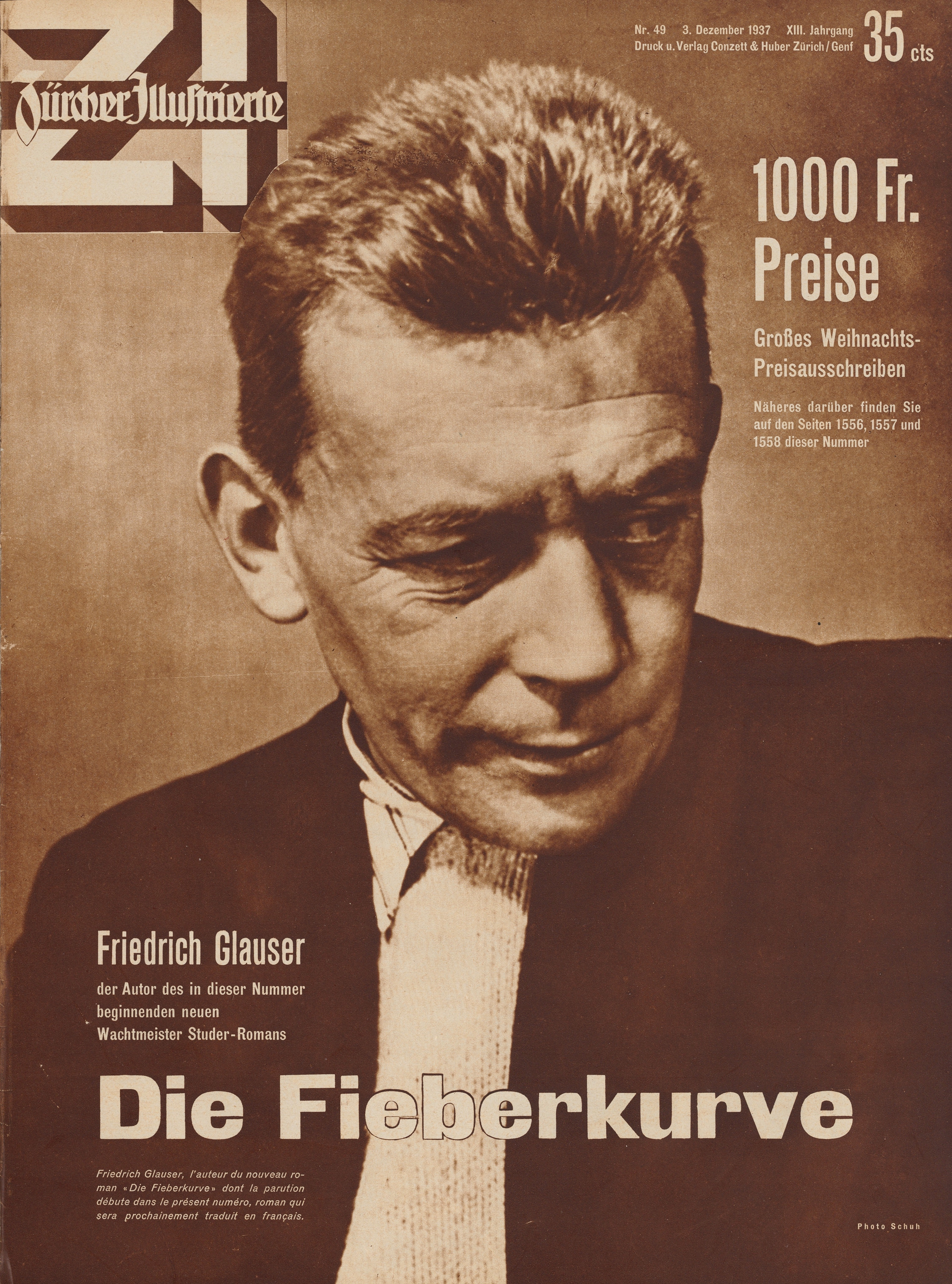
Friedrich Glauser auf der Titelseite der Zürcher Illustrierten vom 3. Dezember 1937 (Foto: Gotthard Schuh)

Nach diesem Abend kehrte Glauser nach Verhandlungen mit seinem Vater und dem Vormund in die Psychiatrische Klinik Waldau zurück. In Anbetracht eines möglichen literarischen Durchbruchs versprach man ihm die Entlassung auf das kommende Frühjahr. Glauser begann noch im Dezember mit dem zweiten «Studer»-Roman Die Fieberkurve, dessen Handlung er im Milieu der Fremdenlegion ansiedelte. Bereits Ende Januar 1936 wurde Schlumpf Erwin Mord durch die Zürcher Illustrierte (als Fortsetzungsgeschichte in acht Folgen) angenommen. Im Februar begann Glauser mit der Arbeit an Matto regiert, in dem er Studer in der Psychiatrischen Klinik Münsingen ermitteln liess. Am 18. Mai erfolgte die Entlassung aus der Waldau und es schien, dass Glauser mit 40 Jahren endlich die lang ersehnte Freiheit erhalten sollte. Mit seiner Lebensgefährtin Berthe Bendel wollte er nun im Weiler Angles bei Chartres einen kleinen Hof bewirtschaften und gleichzeitig schreiben. Als Bedingung dafür musste er am 21. April der Vormundschaftsbehörde seine schriftliche Erklärung zur Eheunfähigkeit abgeben, inklusive der Verpflichtung einer freiwilligen Rückkehr in die Heilanstalt bei einem eventuellen Rückfall in die Rauschgiftabhängigkeit. Am 1. Juni 1936 erreichte das Paar Chartres. Von dort aus gelangten sie in den rund 15 Kilometer östlich gelegenen Weiler Angles. Der Traum von Freiheit und Selbstständigkeit wich im Laufe der kommenden Monate diversen widrigen Umständen. Das baufällige Häuschen und das umliegende Stück Land waren in einem desolaten Zustand; an Wohnen war kaum zu denken. In den nächsten Monaten versuchte das Paar, sich seinen Lebensunterhalt durch eine Kombination aus Selbstversorgung und literarischer Arbeit zu ermöglichen. Glauser schrieb dazu diverse Feuilletonsbeiträge für Schweizer Zeitungen und Zeitschriften. Im Juli schrieb der Schweizerische Schriftstellerverein zusammen mit dem Schweizerischen Zeitungsverlegerverein einen Wettbewerb aus. Glauser begann mit dem vierten «Studer»-Roman Der Chinese. Ende September erhielt er den Bescheid, dass der Morgarten-Verlag Die Fieberkurve als Buch drucken würde, wenn er den Roman nochmals überarbeitete, was zusätzliche Arbeit bedeutete. Anfang Dezember erschien Schlumpf Erwin Mord als Glausers erstes gedrucktes Buch im Morgarten-Verlag. Mit dieser Veröffentlichung wird Glauser oft als «erster deutschsprachiger Krimiautor» genannt. Allerdings erschien bereits 1932 der Kriminalroman Die Schattmattbauern von Carl Albert Loosli im Selbstverlag (1943 von der Büchergilde Gutenberg publiziert).
Anfang Januar 1937 erschien das nächste Buch: Matto regiert. In der Zwischenzeit wurde das Leben in Angles für Glauser und Bendel allerdings zunehmend zur Belastungsprobe: Das Wohnen im maroden Häuschen, Geldsorgen und das Klima zehrten an den Kräften der beiden. Zudem kam Glauser aus dem Kranksein nicht mehr heraus. Es starben zu dieser Zeit auch etliche Tiere, welche Bendel und Glauser seit dem Juni 1936 aufgezogen hatten. Glauser kündigte die Pacht und fuhr Anfang März 1937 mit Berthe ans Meer nach La Bernerie-en-Retz in der Bretagne. Die beiden mieteten einen Ferienbungalow und im Mai erhielt Glauser seinen ersten Roman-Auftrag: Für den Schweizerischen Beobachter sollte er einen weiteren «Studer»-Roman schreiben (Die Speiche). Allerdings war der Abgabetermin auf Mitte Juni terminiert. Dies bedeutete einmal mehr den Druck, in nur wenigen Wochen einen druckreifen Text zu schreiben. Daneben wartete Die Fieberkurve auf ihre mittlerweile siebte Überarbeitung. Zudem wollte Josef Halperin Glausers Legionsroman Gourrama nach einer Überarbeitung veröffentlichen. Und nicht zuletzt sollte Der Chinese für den Schriftstellerwettbewerb auf Ende Jahr fertig sein. Glauser griff erneut nach Opium, was zur Folge hatte, dass er sich nach Beendigung der Speiche vom 17. bis zum 25. Juli einer Entziehungskur in der Privatklinik «Les Rives de Prangins» am Genfersee unterziehen musste. Im Dezember war Der Chinese praktisch beendet; es fehlte nur noch der Schluss. Allerdings stand ein weiterer Umzug bevor: Nachdem Glauser und Bendel die Wohnung gekündigt hatten, wollten sie nach Marseille reisen, um von dort nach Tunis überzusetzen. Als die beiden Marseille erreichten, zeigte es sich, dass der Plan mit Tunis infolge Passschwierigkeiten nicht zu realisieren war. Sie bezogen ein Zimmer im «Hôtel de la Poste», wo Glauser abwechselnd die kranke Bendel pflegte und wahrscheinlich den Schluss des Chinesen schrieb. Nach Weihnachten entschlossen sich die beiden kurzerhand zur Weiterreise nach Collioure. Im Zug schliefen die beiden nach Glausers Angaben in ihrem Zugabteil ein. Als sie an Station Sète aufwachten, war die Mappe mit dem Typoskript des Wettbewerb-Romans, den Plänen und allen Notizen gestohlen. Nach dem Abgabetermin-Aufschub der Wettbewerbs-Jury, begann Glauser unter enormem Druck und unter Mithilfe von Opium, den Chinesen in Collioure neu zu schreiben. Allerdings bekam er es mit der Angst zu tun, dass die Rezepte, welche er bei verschiedenen Ärzten holte, den französischen Behörden auffallen würden, und so ergriffen er und Bendel die Flucht zurück in die Schweiz.
→ Detaillierte Kapitel:
- Glauser in Angles
- Glauser und der Skandal um «Matto regiert»
- Glausers Verlust des «Chinesen»-Typoskripts

→ Autobiografische Texte aus diesem Lebensabschnitt:
- Ein Hühnerhof. (1936)
- Dorffest. (1936)
- Nachbarn. (1937)
- Angles-Roman-Fragment. (1938)

### «Tod in Nervi»: Das letzte Jahr (1938)

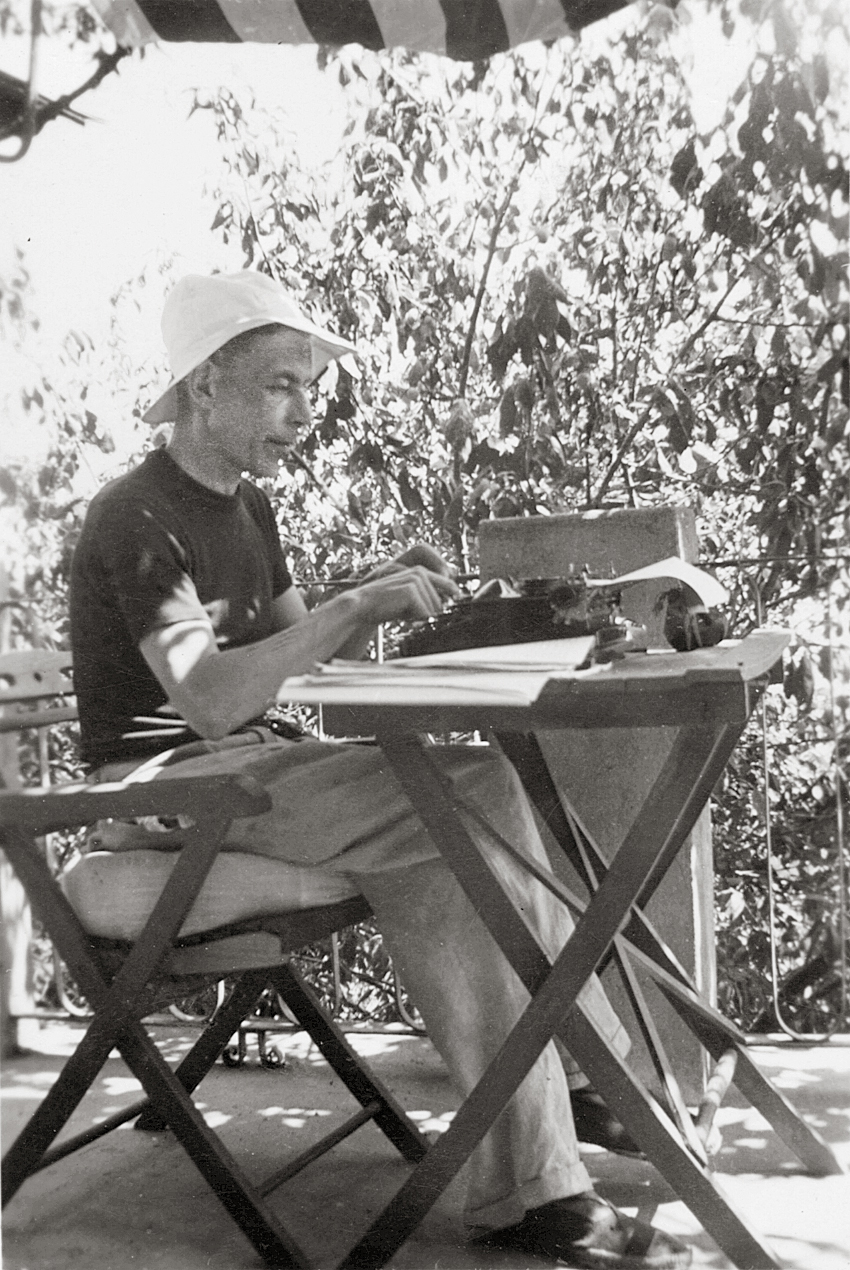
Die letzten unvollendeten Szenen mit Studer entstehen. Glauser beim Schreiben in Nervi, Sommer 1938

Als Glauser zu Beginn des Jahres 1938 unter dem Druck stand, seinen Wachtmeister Studer-Roman Der Chinese zu beenden, griff er erneut zu Rauschgift. Es kam zum Zusammenbruch und er wurde vom 4. Februar bis zum 17. März in die Psychiatrische Klinik «Friedmatt» in Basel eingewiesen. Am 15. Februar erlitt er während einer Insulinschocktherapie eine Ohnmacht und stürzte im Baderaum mit dem Hinterkopf auf die nackten Fliesen. Die Folgen waren ein Schädelbasisbruch und ein schweres Schädel-Hirn-Trauma. Die Nachwirkungen dieses Unfalls sollten Glauser bis zu seinem Tod zehn Monate später beeinträchtigen. Am 23. Februar wurden Glausers literarische Bemühungen und Opfer belohnt: Er erzielte mit seinem vierten Wachtmeister Studer-Roman den 1. Preis im Wettbewerb des Schweizerischen Schriftstellervereins und gewann das Preisgeld von 1’000 Schweizer Franken. Allerdings knüpfte die Jury eine Bedingung an den Sieg: Glauser sollte den Chinesen überarbeiten.
Im Juni zog Glauser mit Berthe Bendel nach Nervi bei Genua. In seinem letzten halben Jahr arbeitete er an verschiedenen Projekten und schrieb dabei mehrere Seiten pro Tag nieder. In ihm herrschte eine grosse Unrast und Unschlüssigkeit, so dass er diverse Texte immer wieder neu zu schreiben begann. Auch ein «grosser Schweizer Roman» schwebte ihm vor (mit dessen Niederschrift er allerdings nicht mehr begann); so meldete er am 28. August an seinen Vormund: «Dann plagt mich ständig der Plan eines Schweizer Romans, den ich sehr gross will (gross im Sinne der Länge), und es ist zum ersten Mal, dass ich versuche, zuerst einen Plan zusammenzuleimen, bevor ich mit der Arbeit beginne.» Inmitten all dieser zahlreichen Arbeiten und der Rekonvaleszenz seines Unfalls vom Februar nahm er vier neue «Studer-Romane» in Angriff, die allerdings nur Fragment blieben. Als Glauser gegen Ende des Jahres immer mehr in wirtschaftliche Not geriet, versuchte er mit verzweifelten Bittbriefen seine unvollendeten «Studer»-Geschichten an verschiedene Publizisten und Verleger zu verkaufen und bat dabei gleichzeitig um Geld: «Wir haben keinen Rappen mehr, unsere Heirat steht vor der Tür, wir sollten leben, und ich geh vor Sorgen ziemlich in die Brüche. […] Ich hab ausser Ihnen keinen Menschen, an den ich mich wenden kann. […] Ich weiss nicht mehr, was tun. Mein Gott, ich glaub, Sie kennen mich genügend, um zu wissen, dass ich nicht der Mensch bin, der sich gerne bei anderen einschmeichelt und partout jammert, um etwas zu erhalten. Sie wissen, dass mein Leben nicht immer rosig gewesen ist. Nur bin ich müde jetzt und weiss nicht, ob es sich lohnt, weiterzumachen.» Am 1. Dezember schrieb Glauser auch an den Redaktor Friedrich Witz: «Überhaupt, wie steht es mit Ihrem Vertrauen zu mir? Ich kann Ihnen wirklich versprechen, – sogar ein paar Sachen, die besser sein werden als das, was vorhergegangen ist – bis zum Frühling 39 fertig zu bekommen. […] Nur haben wir, ich übertreibe nicht, keine Lire mehr in der Tasche. […] Wollen Sie etwas vom Glauser? Viel? Wenig? Eine grosse Sache? Vier Studer-Romane oder nur zwei oder nur einen? Wenn ich einmal in Ruhe arbeiten kann, brauchen Sie nicht auf mich zu warten. […] Und sagen Sie mir, welchen Roman Sie lieber wollen: den belgischen oder den Asconeser – den unbekannten ‹Angles›-Roman […]. Bitte antworten Sie mir bald und tun Sie etwas für den Glauser, der nicht mehr weiterweiss. Und sobald als möglich.» Ab Herbst 1938 häuften sich die Probleme in Nervi: Die geplante Heirat mit Berthe Bendel verzögerte sich wegen fehlender Dokumente und wurde zur Belastungsprobe; es fehlten Schreibaufträge und die Geldsorgen wurden immer grösser. Die Lebenssituation schien zunehmend aussichtslos. Als hätte Glauser sein Ende geahnt, schrieb er am 29. November an seine Stiefmutter Louise Glauser: «Ich hoffe nur noch eines: noch zwei, drei Bücher schreiben zu können, die etwas wert sind (mein Gott, Kriminalromane sind dazu da, damit man den Spinat bezahlen kann und die Butter, deren dieses Gemüse dringend bedarf, um geniessbar zu sein), und danach – so still wie Papa aus einer Welt verschwinden zu können [Glausers Vater starb am 1. November 1937], die weder sehr schön noch sehr freundlich ist. Vorausgesetzt, dass ich dann nicht das Pech habe, im Paradies oder auf einem anderen Stern interniert zu werden – man möchte ja nur seinen Frieden, nichts anderes, und wünscht sich gar nicht, Flügel zu bekommen und Choräle zu singen.»

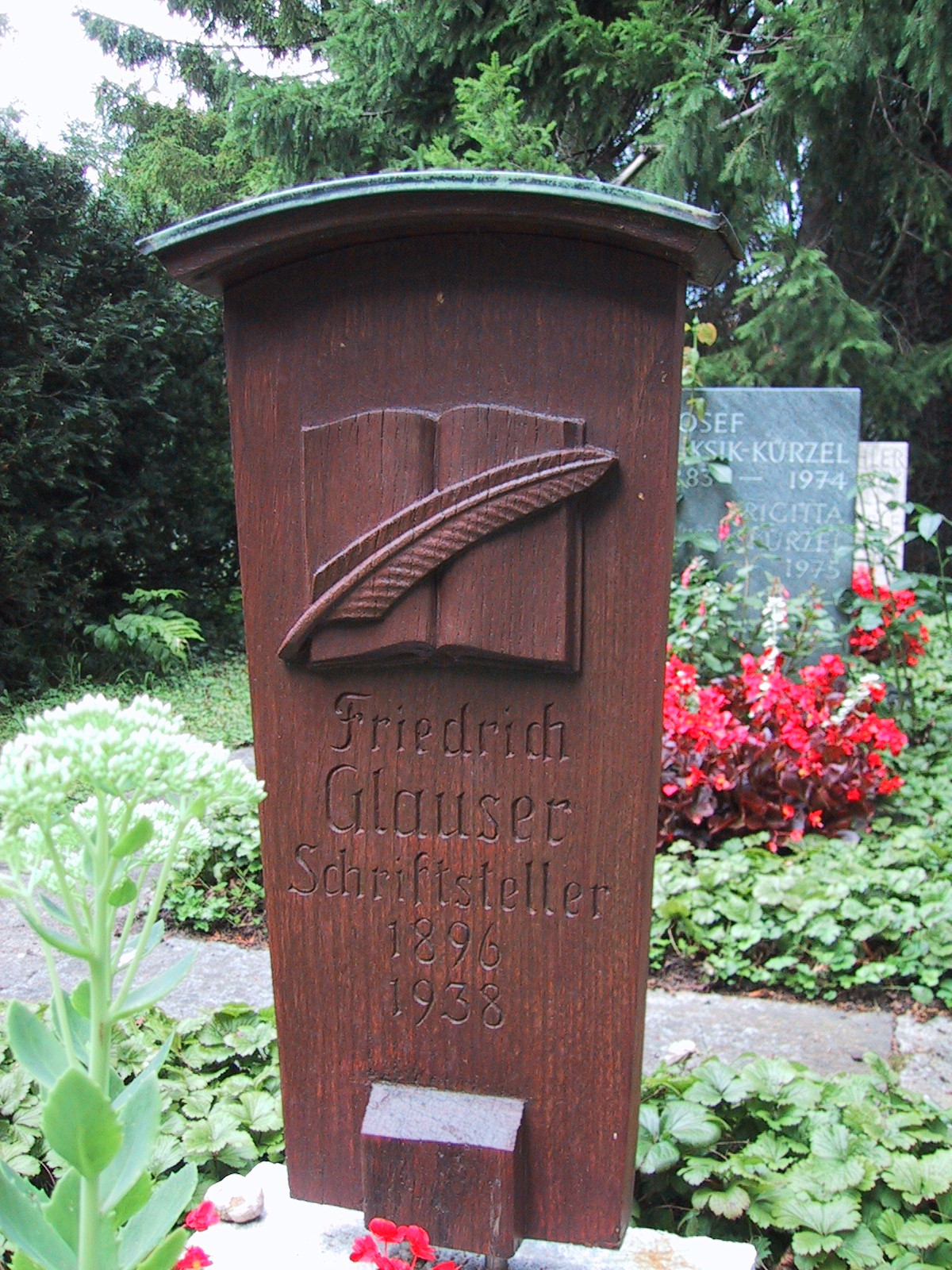
Friedrich Glausers Grab auf dem Friedhof Manegg in Zürich

Das letzte schriftliche Zeugnis von Glauser ist ein Brief an Karl Naef, Präsident des Schweizerischen Schriftstellervereins, in dem er noch einmal versucht, eines seiner Studer-Roman-Fragmente zu bewerben: «Auf alle Fälle erlaube ich mir, Ihnen unkorrigierte Manuskripte zukommen zu lassen. Denken Sie bitte, dass diese Anfänge sich ändern werden. Und verstehen Sie bitte ein wenig die scheussliche Zeit, welche über den Glauser hereingebrochen ist. […] Ärgern Sie sich nicht allzu arg darüber, dass ich in ‹Kriminalromanen› mache. Derartige Bücher werden wenigstens gelesen – und mir scheint das wichtiger als andere Bücher, deren ‹Wert› sicher dem der meinen bedeutend überlegen ist, deren Autoren sich jedoch nicht die Mühe geben, einfach zu sein, Verständnis des Volkes zu erlangen. […] Meinetwegen gehe ich wieder als Gärtner arbeiten. […] Aber was wollen Sie: Mit Kriminalromanen fangen wir an, um uns zu üben. Das Wichtige erscheint erst später. Herzliche Grüsse, auch an Frau Naef, von ihrem ergebenen Glauser.» Am Vorabend der geplanten Hochzeit brach Glauser zusammen und starb 42-jährig in den ersten Stunden des 8. Dezember 1938. Berthe Bendel beschrieb die letzten Momente wie folgt: «Wir waren so gemütlich zu viert beim Nachtessen, ich weiss noch, Heringe gab’s, die hatte Friedel so gern. Plötzlich nimmt er mich beim Arm und sinkt zusammen, ist nicht mehr zu Bewusstsein gekommen. Aus unsern geschmiedeten Plänen, im Tessin ein Häuschen zu kaufen, in Ruhe zu schaffen und Tierli z’ha, wurde nichts.» Glausers Förderer Friedrich Witz schrieb nach dessen Tod: «Müssig ist es, sich auszumalen, was wir alles noch von Friedrich Glauser hätten erwarten dürfen, wäre ihm ein längeres Leben beschieden gewesen. Einen grossen Schweizer Roman wollte er schreiben, keinen Kriminalroman, eine Leistung wollte er vollbringen als Beweisstück dafür, dass er ein Meister war. Sein Wunsch blieb unerfüllt; wir aber sind bereit, gestützt auf all das, was er uns hinterlassen hat, ihm die Meisterschaft zuzuerkennen.» Seine letzte Ruhestätte fand Glauser auf dem Friedhof Manegg in Zürich. 1988 schrieb Peter Bichsel dazu: «Ich kenne auch sein Grab – ich besuche es ab und zu, ich weiss nicht warum –, es ist das erste Grab links nach dem Eingang des Friedhofs Manegg in Zürich, ein kleines Kreuz aus Eichenholz, darauf geschnitzt ein aufgeschlagenes Buch mit einem Federkiel, sein Name, seine Daten, ‹Friedrich Glauser, Schriftsteller, 1896–1938›, die Erwähnung seines Berufs ist mir immer als Härte erschienen – irgendwie erschien es mir in diesem Zusammenhang immer als abqualifizierend, das knappe Wort ‹Schriftsteller›.»
→ Detaillierte Kapitel:
- Glausers komplette Neufassung des «Chinesen»
- Glauser und die Arbeit an den Studer-Roman-Fragmenten

→ Autobiografische Texte:
- Juni in Nervi. (1938)

## Glauser und die Frauen
In der Textsammlung «Herzgeschichten» schreibt die Literaturwissenschaftlerin Christa Baumberger: «Glausers Beziehungen zu Frauen lassen sich an einer Hand abzählen.» Tatsächlich waren es, abgesehen von seiner Mutter und der platonischen Freundschaft zur Redakteurin Martha Ringier, fünf Frauen, mit denen Glauser eine längere Verbindung eingegangen war. Diese relativ geringe Zahl hing auch mit seinem unsteten Lebenslauf zusammen, der einer möglichen Partnerin keine Sicherheit bieten konnte. Die Drogenabhängigkeit und ständigen Fluchten waren für eine Partnerschaft auf Dauer kaum erträglich. Dazu noch einmal Baumberger: «Glausers Umgang mit Frauen spiegelt für ihn typische Verhaltensmuster: der Widerstreit von Flucht und Sehnsucht, Nähe und Distanz. Sein Umgang ist zwar respektvoll, zeugt aber auch von Kalkül.» Auf diesen Umstand weist auch der Publizist und Glauser-Kenner Bernhard Echte hin: «Als heutiger Leser von Glausers Briefen weiss man, dass in ihnen Bekenntnis und Berechnung, tief empfundene Gefühlsechtheit und abgebrühte Manipulation eine unentwirrbare Verbindung eingehen können.» Das Erotische oder Sexuelle taucht in Glausers umfangreichen Schaffen praktisch nicht auf; allenfalls in seinen anfänglichen Briefwechseln zwischen ihm und Elisabeth von Ruckteschell oder Berthe Bendel. Zu Frauen und Sexualität schreibt Glauser in einem autobiografischen Textfragment aus dem Jahre 1932: «In Grunde ist Opium kein Ersatz für die Frau, Opium ist eigentlich nur ein schlechter Trost, wenn ich nach einem Liebeserlebnis plötzlich merke, dass ich eben doch unfähig bin, mich darin zu vergessen, sagen wir’s deutlicher, ich bleibe nüchtern, es ist da ein Manko, obwohl ich kein Eunuch bin. Aber Zärtlichkeiten sind schön, das andere, um das man so viel Geschrei macht, es bringt nur eine leere Traurigkeit. Ich hab immer ein wenig Angst davor.» Oder in seiner Beichte «Morphium» (ebenfalls 1932): «Und noch eine andere Wirkung haben das Opium und die ihm verwandten Gifte: Sie unterdrücken die Sexualität.»

### Theresia Glauser
Am 16. September 1900 starb Glausers Mutter Theresia an einer Blinddarmentzündung. Jahrzehnte später schilderte er die frühkindlichen Erinnerungen an seine Mutter in der Erzählung Damals in Wien (1938) unter anderem mit folgenden Worten: «Ich hatte Angst vor der Dunkelheit, und obwohl mein Vater mit dem langen Barte der Meinung war, man müsse mich abhärten, fand meine Mutter, ich sei noch zu klein. Vielleicht hat sie mir später deshalb so gefehlt – denn sie starb, als ich viereinhalb war –, weil niemand diese Angst verstand.» Noch ausführlicher wurde Glauser Im Dunkel (1936), wo er unter anderem einen Sommertag mit ihr beschreibt: «‹Hopp, kleiner Bub!› Da stosse ich mich von der Bank, es ist ein grosser Sprung, den ich wage, aber die Arme fangen mich auf. Es ist weich, wenn man gehalten wird. Der rote Morgenrock riecht so frisch nach Kölnisch Wasser. Ich greife mit der Hand in die braunen Haare, halte mich fest und rufe: ‹Ich kann fliegen, Mama, ich kann fliegen…› ‹Natürlich kann der Bub fliegen…›, sagt die Stimme.» Zum Verlust seiner Mutter bemerkt Glauser-Biograph Gerhard Saner: «Gewiss hat Glauser seine Mutter in der Erinnerung überhöht. […] Wie viele Menschen haben nicht ihre Mütter auch früh verloren: Der eine konnte den Verlust verkraften ohne Schaden zu nehmen, weil er vielleicht einen gütigen Vater hatte; der andere liebevolle Pflegeeltern; der dritte eine einfühlsame Frau; der vierte aber litt wie Glauser, aber er konnte es nicht sagen wie Glauser, nicht so behutsam und zwischen den Zeilen.» Als Glauser 1920 nach seinem zweiten Suizidversuch in die Psychiatrischen Klinik «Burghölzli» eingeliefert wurde, assoziierte er im Jung-Test während der Untersuchung: «Mutter: tot, Sehnsucht, nirgends, Liebe, Liebkosung, weinen, schwarz.» Und in einem seiner ersten Briefe im Jahr 1933 an seine spätere Lebensgefährtin Berthe Bendel gesteht er: «Weisst, das einzige, über das ich mich manchmal beklagen möchte, ist dass meine Mutter gestorben ist, wie ich 4 Jahre alt war. Und so das ganze Leben ist man herumgetorkelt und hat die Mutter gesucht.» Dazu noch einmal Saner: «Ersatz fand sich nicht, weder beim Vater noch bei den beiden Stiefmüttern, noch bei den späteren Frauen. Ersatz jedoch suchte Glauser zeitlebens. […] Es mag dennoch Gehalt sein in der Verbindung Muttersuche-Heimatsuche. Auch noch andere Stichwörter bieten sich an für die Suche, die Sehnsucht, die Sucht nach der Mutter: Rauschgift, Krankheit […], die Selbstmordversuche – überall der Wunsch nach Geborgenheit, Genuss, Selbstpreisgabe, Versinken, Vergessen.»

### Elisabeth von Ruckteschell
Nachdem Glauser 1919 bei Robert Binswanger in Ascona Unterschlupf gefunden hatte, lernte er die zehn Jahre ältere Elisabeth von Ruckteschell (1886–1963) kennen, welche zu diesem Zeitpunkt noch in Bruno Goetz verliebt war, der ebenfalls in Ascona weilte und mit Glauser freundschaftlich verbunden war. Glauser, der davon nichts ahnte, konnte Ruckteschell mit leidenschaftlichen Briefen allerdings für sich gewinnen. Die Liaison zwischen den beiden dauerte vom Sommer 1919 bis zum November 1920. Dass Elisabeth Glausers erste grosse Liebe war, davon zeugt auch ihr romantischer Briefwechsel. Am 25. September 1919 schrieb er ihr zum Beispiel: «Weisst du, warum du mir immer begegnest? Weil ich immer an dich denken muss und dich herzerren möchte auf der flachen Bahn der Mondstrahlen. Wenn du kommst, kleines Lison, möchte ich dich am liebsten entführen, ganz allein irgendwohin ins Maggiatal, auf zwei drei Tage und dich so furchtbar lieb haben, dass du überhaupt nicht mehr weisst, wo dir der Kopf steht. Das wäre durchaus schön und angenehm.» Oder: «Leb wohl, süsses Lieb, ich küsse deine Augen und deine lieben Brüste. Verzeih, wenn ich jetzt weine, ich habe dich lieb.» Und als Glauser 1920 bereits in Bern inhaftiert war: «Ich habe noch nie jemanden so lieb gehabt wie dich.»

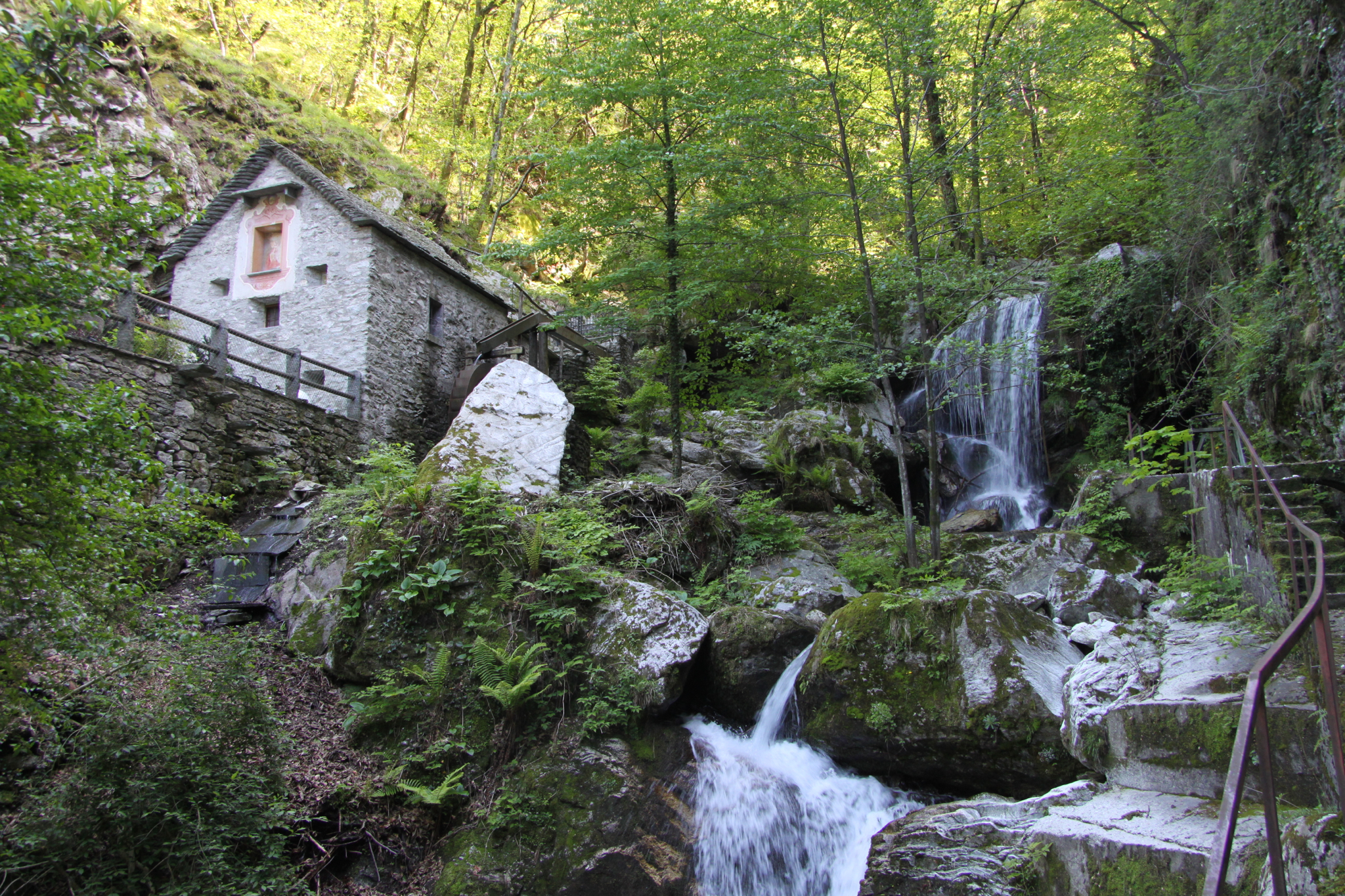
Eine Mühle in der Nähe von Ronco

Glauser und Ruckteschell zogen im November 1919 in eine leerstehende Mühle bei Ronco und lebten dort bis Anfang Juli 1920. In der Erzählung Ascona. Jahrmarkt des Geistes (1932) erinnert sich Glauser an diese Zeit zurück: «Mit einer Freundin zusammen mieteten wir eine alte Mühle, auf dem Wege von Ronco nach Arcegno. Im Erdgeschoß eine riesige Küche, im ersten Stock zwei Zimmer mit den notwendigsten Möbeln. Holz gab es im Überfluß; in der Küche war ein großer, offener Kamin eingebaut. Lange Zeit war die Mühle unbewohnt geblieben. Darum hatten sich die verschiedensten Tiere in ihr einquartiert. Manchmal, wenn wir kochten, kroch unter dem Kamin eine feiste Ringelnatter hervor, sah sich ungnädig im Raume um, schien gegen die Störung protestieren zu wollen und verschwand dann in einer Mauerritze. Wenn ich des Nachts in die Küche kam, saßen Haselmäuse mit buschigem Schweif auf den Brettern und knabberten Makkaroni. Ihre braunen Augen leuchteten im Kerzenschein. Die Tage vergingen ruhig …» Auch im Ascona-Roman-Fragment tauchen die Mühle und Elisabeth wiederholt auf. Anfang Juli 1920 endete die Romanze in der Mühle abrupt: Glauser verfiel erneut der Morphiumsucht, wurde in Bellinzona verhaftet und in die Irrenanstalt Steigerhubel in Bern eingeliefert. Am 29. Juli gelang ihm von dort jedoch mit der Hilfe von Ruckteschell die Flucht in einem Taxi. Im Polizeirapport vom 30. Juli 1920 heisst es unter anderem: «Die unbekannte Frauensperson, die dem Glauser zu der Flucht verholfen hat, ist ohne Zweifel identisch mit einer gewissen Elisabeth von Ruckteschell, vermutlich wohnhaft in Zürich oder Ronco, Kanton Tessin. Die Ruckteschell hat den Glauser öfters besucht, so auch Donnerstag, den 29. ds. Ohne Zweifel wurde auch an diesem Tage die Verabredung zur Flucht getroffen.» Gegen Ende des Jahres zerbrach die Beziehung zwischen Glauser und Ruckteschell und im Frühjahr 1921 heiratete sie Bruno Goetz.
Als Glauser nach der Fremdenlegion im September 1923 in Charleroi angekommen war und als Handlanger in einer Kohlengrube arbeitete, schrieb er an seine ehemalige Freundin: «Ich denke daran zurück [an Ascona] wie an eine ferne, liebe Heimat, die irgendwie Zufluchtsort bleibt in meiner öden Heimatlosigkeit. […] Ich denke oft an dich Lison, und auch in der Legion glaubte ich oft, du würdest plötzlich kommen, wie im Steigerhubel, und mich mitnehmen, wie eine Fee; doch Feen haben geheiratet und sind glücklich. Es ist gut so und es freut mich. Soll ich denken, dass ich mein Glück verpasst habe, wie ich so ziemlich alles verpasst habe. Was willst du; die schwarzen Kohlen färben auf den Geist ab.»

### Emilie Raschle

Baden, kurzzeitiges Domizil von Glauser

Der Auslöser dafür, dass Glauser letztendlich in die französische Fremdenlegion eintrat, war möglicherweise eine Affäre in Baden. Gerhard Saner erwähnt in seiner Glauser-Biographie ein Gespräch mit dem Verleger Friedrich Witz: «Witz erzählte mir auch, was Glauser einmal bei einem Mittagessen im Beisein von Musikdirektor Robert Blum geäussert habe: Frau Raschle sei schuld gewesen an seinem Eintritt in die Fremdenlegion.» Angefangen hatte alles am 2. Oktober 1920, als Glauser aus der Psychiatrischen Klinik Burghölzli entlassen wurde und beim Stadtschreiber Hans Raschle und seiner Frau Emilie (1889–1936), genannt «Maugg», in Baden Unterkunft fand. Nachdem die Beziehung mit Elisabeth von Ruckteschell gegen Ende des Jahres auseinandergebrochen war, begann Glauser hinter dem Rücken von Hans Raschle eine Affäre mit dessen Ehefrau. Am 28. November schrieb Glauser an Bruno Goetz: «Es ist jetzt so ziemlich Schluss zwischen Ruck [Elisabeth von Ruckteschell] und mir. […] Ich bin l’amant der Frau; sie ist hysterisch, hochgradig, und peinigt mich. Der Mann ist brutal. Wenn er mich einmal ertappt, macht er mich kalt. Das klingt nach Feuilletonroman, ist aber durchaus wahr.» Und am 8. Dezember: «Hier ist es jetzt schön. Sie ist gut mit mir und ruhig. Manchmal bin ich glücklich. Doch dann, besonders wenn der Mann da ist, gibt es gespannte Stimmungen, die hohe Anforderungen an die Nerven stellen. Sie hat mich lieb, sehr glaube ich, wenigstens verlangt sie nichts. Und das ist viel. Es ist schön, wieder einmal etwas geschenkt zu bekommen. Wenig intellektuell, was auch erlösend ist.» Nach dem Jahreswechsel allerdings wandte sich Glauser kurzfristig der 25-jährigen Lehrerin Anna Friz, der späteren Gattin des Politikers Karl Killer, zu. Hans Raschles Schwester erzählte diesbezüglich: «Wir, Bruder und Schwägerin und meine Freundin, Glauser und ich gingen einmal an die Fasnacht. Glauser tanzte die ganze Nacht mit meiner Freundin, die er schon kannte, und am Morgen machte er ihr einen Heiratsantrag: Sie solle ihm eine Stütze sein, aus dem Laster herauszukommen. Nach der ersten Überraschung habe die Freundin alsbald auf diese Aufgabe verzichtet.» Mit «Maugg» führte Glauser allerdings weiterhin eine Beziehung. Am 18. März 1921 bemerkt er diesbezüglich an Elisabeth von Ruckteschell: «Wann werde ich die Frauen kennen? […] Nach der Versöhnung ging es eine Woche gut. Dann plötzlich Gewissensbisse ihrerseits. Sie habe wieder mit ihrem Manne die ehelichen Pflichten ausgeübt. Sie wolle von mir los.» Möglicherweise kam Hans Raschle hinter den Seitensprung seiner Frau und nahm gegenüber Glauser keine Rücksichten mehr. In einem Brief an das Psychiatriezentrum Münsingen beschrieb er das Ende der missbrauchten Gastfreundschaft und listete dabei sämtliche Verfehlungen wie Diebstahl oder Drogenmissbrauch auf; den Ehebetrug erwähnte er allerdings mit keiner Silbe. Das Schreiben endete mit den Worten: «Als Glauser merkte, dass wir ihm auf diese Dinge gekommen sind, steigerte er seine Äther- und Morphiumdosen derart, dass er sich eines schönen Morgens im Nachdelirium auf meine zufällig allein zu Hause gebliebene Frau stürzte, so dass sie meine Ordonnanzpistole gegen ihn ziehen musste, um ihn zu besänftigen. Am Abend desselben Tages (es war meines Erinnerns im April 1921) war Glauser ohne Abschied verschwunden.» Die Erzählung Beichte in der Nacht (1934) schildert relativ unverblümt die Dreiecksbeziehung «Glauser – Emilie Raschle – Hans Raschle».
Als Glauser Mitte Mai bereits in der Fremdenlegion diente, schrieb er am 1. Juni aus Sidi bel Abbès einen letzten Brief an Emilie Raschle: «Liebe Maugg, verzeih mir bitte, wenn ich Dir noch einmal schreibe. Aber mein Weggang von Dir ohne Abschied und ohne Dank drückt mich, und ich möchte dir noch gerne sagen, dass ich Dir für alles Liebe und Gute danke, das Du für mich getan hast. Schau, Du musst mich ein wenig verstehen. Ich weiss, dass ich viele Dummheiten gemacht habe, dass ich Dich gekränkt und getäuscht habe. Sehr oft, aber es lag viel in den Verhältnissen, in meinem Charakter auch. […] Ich möchte Dich noch um eins bitten, Maugg. Denk nicht zu schlecht und mit zu viel Hass an mich.»

### Beatrix Gutekunst

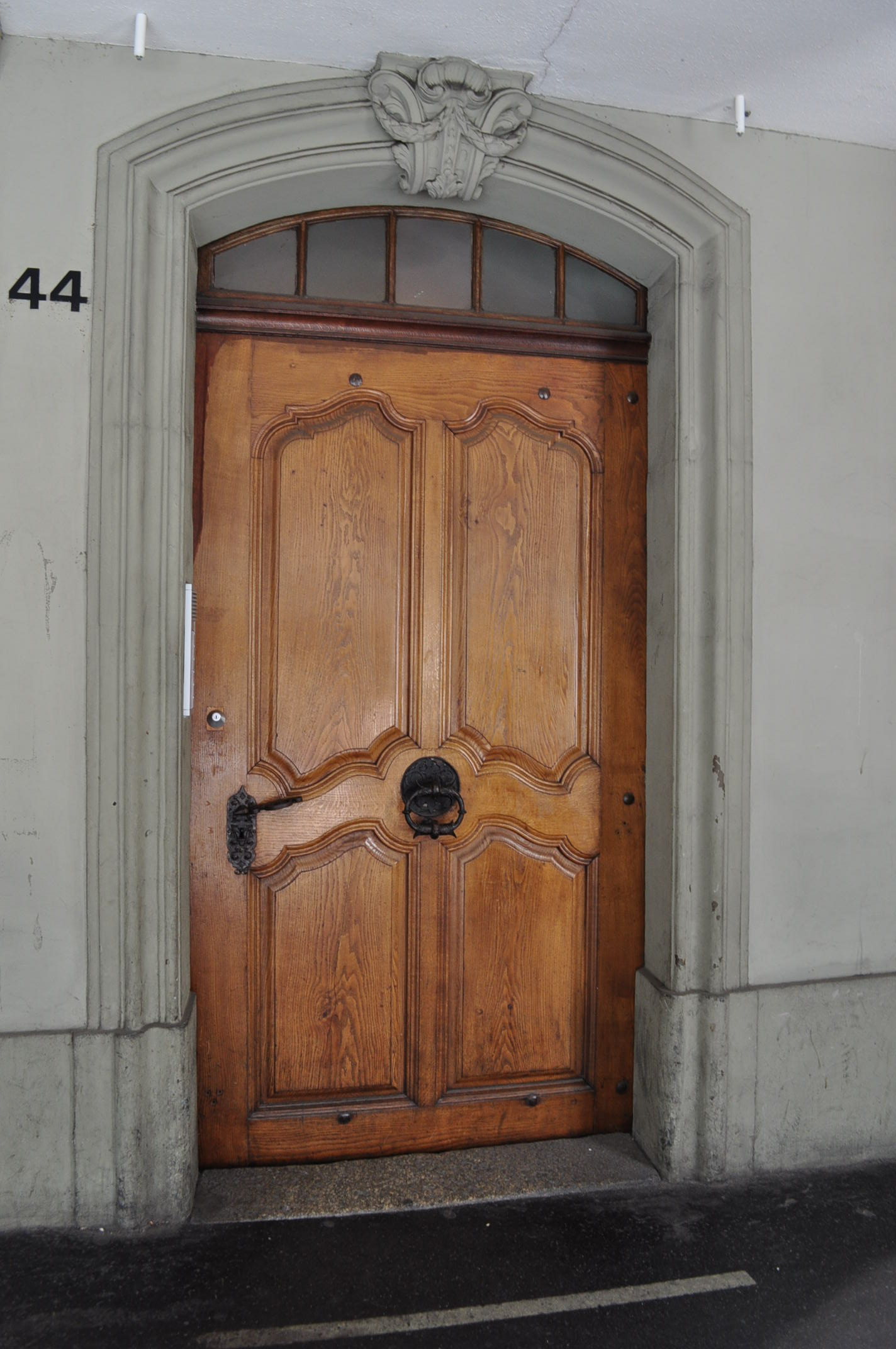
Eingang zur ehem. Tanzschule von Beatrix Gutekunst, Tanzschule im 1. Stock an der Gerechtigkeitsgasse 44 in Bern

Nach seiner Entlassung aus der Haft- und Arbeitsanstalt Witzwil im Juni 1926 arbeitete Glauser als Gärtnergehilfe in Liestal bei Jakob Heinis. Kurz nach seiner Ankunft lernte er die Tänzerin Beatrix Gutekunst (1901–2000) kennen. Sie war die Tochter einer deutschen Kunsthändlerfamilie, welche 1920 von London nach Bern zog, wo sie ihre Ausbildung zur Tänzerin begann. Glauser nannte sie in seinen Briefen liebevoll «Wolkenreh» und ab April 1928 hatten die beiden eine gemeinsame Wohnung an der Güterstrasse 219 in Basel. Dort besassen sie auch einen Airedalehund mit Namen «Nono», welcher im Der Tee der drei alten Damen unter dem Namen «Ronny» mehrfach auftritt und detailliert beschrieben wird. Im Dezember folgte der Umzug nach Winterthur, da Gutekunst dort eine Tanzschule eröffnet hatte. Im April 1929 wurde Glauser wegen einer Rezeptfälschung kurzfristig verhaftet und gegen das Paar wurde ein Strafverfahren eingeleitet, das Ende des Jahres allerdings wieder eingestellt wurde. Glauser trat im Januar 1930 erneut in Münsingen ein und besuchte daraufhin bis Februar 1931 die Gartenbaumschule in Oeschberg. Im Januar 1932 fasste er den Plan, als freier Journalist und Schriftsteller in Paris Fuss zu fassen; nach der Ankunft schrieb Glauser an Gertrud Müller, die Gattin seines ehemaligen Therapeuten Max Müller: «Es war viel Trubel, bis wir endlich hier gelandet sind. […] Wir haben ein Zimmer mit Küche in einem Hotel gefunden und haben es genommen, bis wir etwas Anderes gefunden haben. Die Miete ist teuer (270.– für 14 Tage), aber es ist alles inbegriffen, Heizung etc. und auch ein Gasherd. […] Herzliche Grüsse von Ihrem Glauser, Hôtel au Bouquet de Montmartre (schön nicht?)» Kurz darauf zogen die beiden in die Rue Daguerre No.19 in eine Wohnung mit einem grossen Atelierraum und Küche. Glauser versuchte unter anderem Zugang zum Justizpalast zu bekommen, wo er als Pariser Korrespondent Gerichtsreportagen verfassen wollte. Obwohl er dabei den Publizisten Jean Rudolf von Salis kennenlernte, blieb dies Glauser trotz intensiver Bemühung verwehrt, weil er die nötige Presselegitimation nicht beschaffen konnte. Nach einem neuerlichen Drogenfiasko endete der Aufenthalt in der französischen Hauptstadt Anfang Juni. Mittlerweile sah Beatrix Gutekunst keine Zukunft mehr mit Glauser und seinen sich wiederholenden Drogenrückfällen, Internierungen und der wiederkehrenden Geldnot und trennte sich von ihm. Wenige Wochen später heiratete sie den Maler Otto Tschumi und eröffnete 1934 an der Gerechtigkeitsgasse 44 in Bern eine eigene Tanzschule. Im Sommer und Herbst desselben Jahres besuchte Gutekunst Glauser noch einige Male in der Psychiatrischen Klinik Waldau; nach einem erneuten intensiven Briefverkehr wollte Glauser den Jahreswechsel 1934/35 bei ihr in Bern verbringen, was zum endgültigen Bruch ihrer Freundschaft führte. Glauser hatte seine ehemalige Freundin nach der Trennung in verschiedenen Texten eingebaut. In der Erzählung Licht und Dunkelheit (1932) ist sie als die Freundin des Erzählers erkennbar und in Totenklage (1934) erscheint die Erzählerin eindeutig als Abbild von Gutekunst. Im Kriminalroman Der Tee der drei alten Damen (1931–1934) besitzt die Figur der Dr. Madge Lemoyne mehrere Eigenschaften der ehemaligen Partnerin. Ihren bekanntesten Auftritt hat sie allerdings im Wachtmeister-Studer-Roman Die Fieberkurve (1935); im fünften Kapitel skizziert Glauser ein ungeschminktes Porträt von Beatrix Gutekunst: Als Studer an den Tatort des zweiten Mordes an die Gerechtigkeitsgasse 44 in Bern kommt, bemerkt er neben der Haustüre ein Schild mit dem Hinweis auf eine Tanzschule im ersten Stock. Kurz darauf lässt er seine ehemalige Freundin auftreten: «Es stand aber vor der Tür eine Dame, die sehr dünn war und deren kleiner Vogelkopf eine Pagenfrisur trug. Sie stellte sich vor als Leiterin der im gleichen Hause einquartierten Tanzschule und tat dies mit ausgesprochen englischem Akzent. […] ‹Ich habe eine Beobachtung mitzuteilen›, sagte die Dame, und dazu wand und drehte sie ihren schlanken Körper – unwillkürlich hielt man Ausschau nach der Flöte des indischen Fakirs, deren Töne diese Kobra zum Tanzen brachten. ‹Ich wohne unten …› Schlängelnder Arm, der Zeigefinger deutete auf den Fußboden.» Als Studer sie später nach ihrem Namen fragt, antwortet sie mit: «Frau Tschumi.» Glausers weitere Beschreibungen von Gutekunst fallen weniger schmeichelhaft aus: «Unten hörte man sie mit schrillem Gekeif etwas erzählen – dazwischen sprach eine tiefe Stimme beruhigende Worte.» Und zwei Seiten weiter legt Glauser dem Mieter des Parterre folgende Worte über die Tanzlehrerin in den Mund: «Er habe gemeint, das könne die Tschuggerei – äksküseeh: die Polizei – interessieren, die magere Geiss – äksküseeh: Die Tanzlehrerin im ersten Stock – habe ihm geraten, seine Beobachtungen mitzuteilen.»

### Miggi Senn
Mit der 1904 geborenen Miggi Senn war Glauser von 1933 bis 1935 verbunden. Kennengelernt hatte er die Klavierlehrerin schon in der Winterthurer Zeit 1929. Bezüglich ihrer ersten Begegnung erinnerte sich Senn, «Glauser habe sie nach ihrem ersten Eindruck von seiner Person gefragt an jenem Tanzabend von Trix [Beatrix Gutekunst], wahrscheinlich nach der Vorstellung. ‹Verbrecherphysiognomie› sei ihre Antwort gewesen. ‹Was die jungen Mädchen nicht alles sagen›, habe er darauf gemeint. Später habe sie dann seine feine Art bemerkt, aber noch immer ein wenig Angst vor ihm gehabt, einen unüberwindlichen inneren Widerstand.» Dieser innere Widerstand hielt auch an, als Glauser 1932 nach der Trennung von Gutekunst Miggi Senn Avancen machte. Senn zögerte und alles blieb in der Schwebe. Am 4. August 1933 schickte Glauser ihr ein Gedicht aus Münsingen und schrieb weiter: «Ich brauch dich sehr, Mick, wirklich. […] Weisst du, wenn der Roman [Der Tee der drei alten Damen] angenommen wird, brauchst du dir keine Sorgen zu machen mit Sparen. Dann reicht’s schon für uns beide, und während dieser Zeit kann ich ja auch wieder etwas verdienen, so auf 200 Schweizer Franken werd ich im Monat schon kommen, wenn ich’s ein wenig geschickt anstelle. Aber wie gesagt, zuerst muss ich irgendwo hin in ein kleines Dorf, nach Spanien am liebsten, denn ich möcht es erst mit einer Grossstadt probieren, wenn ich mit dem Opium sicher bin.» Der Plan, nach Spanien zu gehen, war nicht neu: Glauser hatte diesen bereits im August 1932 in einem Brief an seine vorherige Freundin Beatrix Gutekunst vorgeschlagen: «Vielleicht kann ich mit meinem Roman so viel Geld zusammenkriegen, dass ich mich irgendwo in Spanien, am Meer, als Einsiedler auftun kann». Miggi Senn zögerte weiter; wahrscheinlich auch, da sie Kenntnis vom «Pariser-Debakel» mit Gutekunst hatte. Was sie allerdings nicht wusste, war, dass Glauser zwei Eisen im Feuer schürte: Briefe aus der Zeit zwischen 1933 und 1935 beweisen, dass er gleichzeitig Freundschaften zu Miggi Senn und der Pflegerin Berthe Bendel, die er vor kurzem in der Psychiatrischen Anstalt Münsingen kennengelernt hatte, über zwei Jahre parallel unterhielt. Beide Frauen sollten meinen, sie wären allein auserkoren. So schrieb er beispielsweise zwei Monate nach dem Spanien-Plan mit Miggi Senn an Berthe Bendel: «Ich möchte dich immer nur festhalten und sehr, sehr zärtlich zu dir sein.» Am 4. Oktober 1935 fand die letzte Begegnung zwischen Glauser und Miggi Senn statt, in der sie sich endgültig von ihm zurückzog, worauf er ihr unter anderem schrieb: «Das Bild, das du dir von mir machst, ist sicher richtig, sicher brauchst du jemand anders als mich, also ziehen wir die Konsequenzen. […] Leb wohl, mein kleines Mädchen, ich bin sehr traurig, aber schliesslich vergeht auch das. Claus.»

### Berthe Bendel

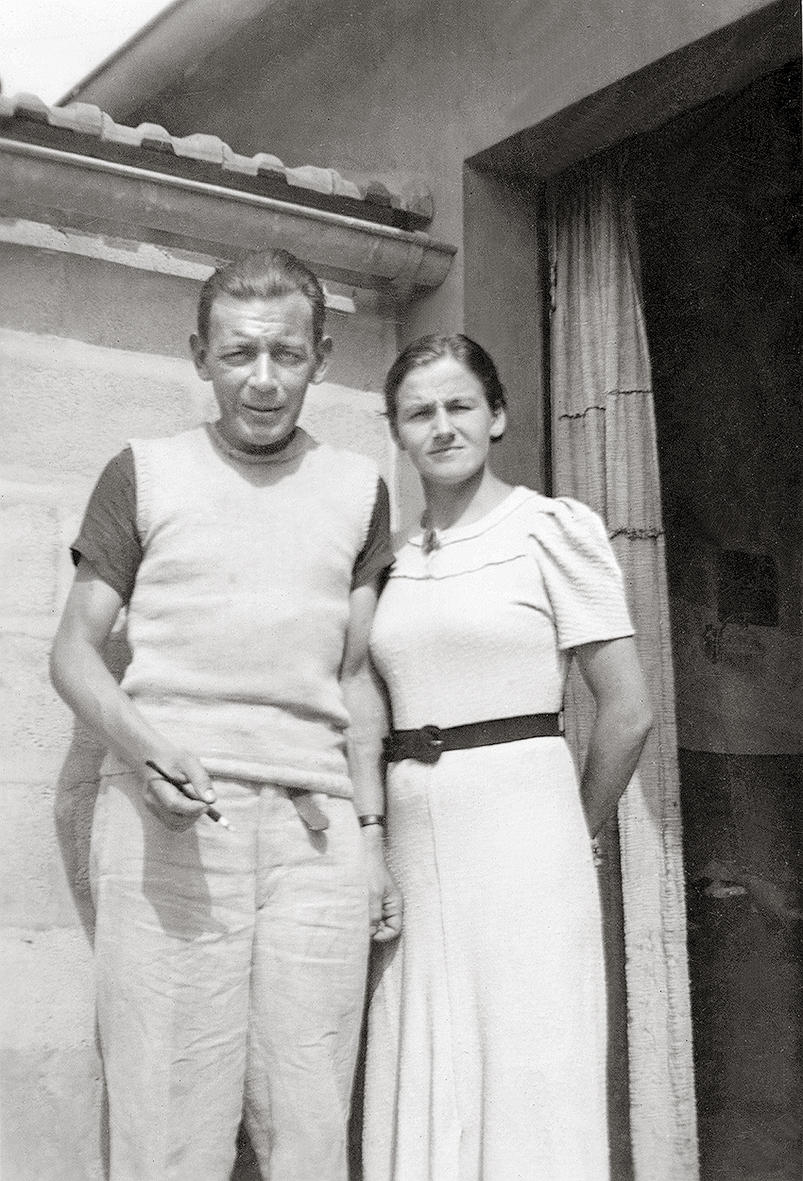
Friedrich Glauser und Berthe Bendel vor ihrem Ferienbungalow in La Bernerie, Sommer 1937

Nachdem Miggi Senn sich nicht auf Glauser und seinen Spanien-Plan eingelassen hatte, konzentrierte er sich auf Berthe Bendel (1908–1986). Dazu schreiben Bernhard Echte und Manfred Papst: «Nur wer sich selbst auf einen Luftschloss-Plan mit ihm einliess, liebte ihn wirklich. Und kurz darauf traf er auf eine Frau, die dies wagen wollte: Berthe Bendel, eine Psychiatrieschwester der Münsinger Klinik, zwölf Jahre jünger als er. Schon nach kurzem versicherte sie Glauser, sie werde mit ihm gehen, wohin auch immer, durch dick und dünn.» Berthe Bendel kannte Glauser seit September 1933. Den beiden war bewusst, dass eine Mesalliance zwischen einem Patienten und einer Pflegerin geheim gehalten werden musste, und sie begannen heimlich, sich gegenseitig Nachrichten in bestimmten Büchern der Anstaltsbibliothek zu verstecken. In einem dieser ersten Briefe an Bendel schrieb Glauser: «Ich hab dich lieb, Berthi, Kleines und viel Zärtlichkeit für dich, so viel, dass es mir manchmal scheint, ich könnt sie gar nicht alle anbringen.» Die Beziehung blieb jedoch nicht lange unbemerkt, es kam zu Anstaltsklatsch und Glauser schrieb ihr am 20. Oktober: «Ach Berth, die Menschen sind eine Saubande. Es hat einmal ein Franzose gesagt, und der war nicht dumm: Wer mit vierzig Jahren kein Menschenfeind ist, der hat nie die Menschen geliebt. […] Jutzeler hat uns natürlich verschnorrt. […] Wir müssen vorsichtig sein.» In einem weiteren Brief beschwor er Bendel: «Aber wenn wir nicht zusammenkommen, dann will ich von allem nichts mehr wissen, dann geh ich auf Wanderschaft zwischen die Sterne. Und nehme dich mit.» Oder: «Ich hab mich immer nach so einer Frau gesehnt, wie du eine bist, so etwas Sauberes und Unbürgerliches und die versteht und ganz mitgeht mit einem. […] Und tyrannisieren wollen wir uns nicht, gell? Sondern man bespricht, was zu besprechen ist. Ich hab immer die Leute gehasst, die so schwülstig vom Kampf der Geschlechter sprechen. Ich find das blödsinnig. […] Wenn die Frau nur wüsste, ein wie grosses Geschenk sie gibt, wenn sie sich einfach schenkt.» Die Romanze hatte schliesslich eine Aussprache mit Direktor Brauchli zur Folge. Das Paar hielt allerdings an der Beziehung fest, und so kündigte die Pflegerin auf Ende 1933 ihre Stelle in Münsingen.

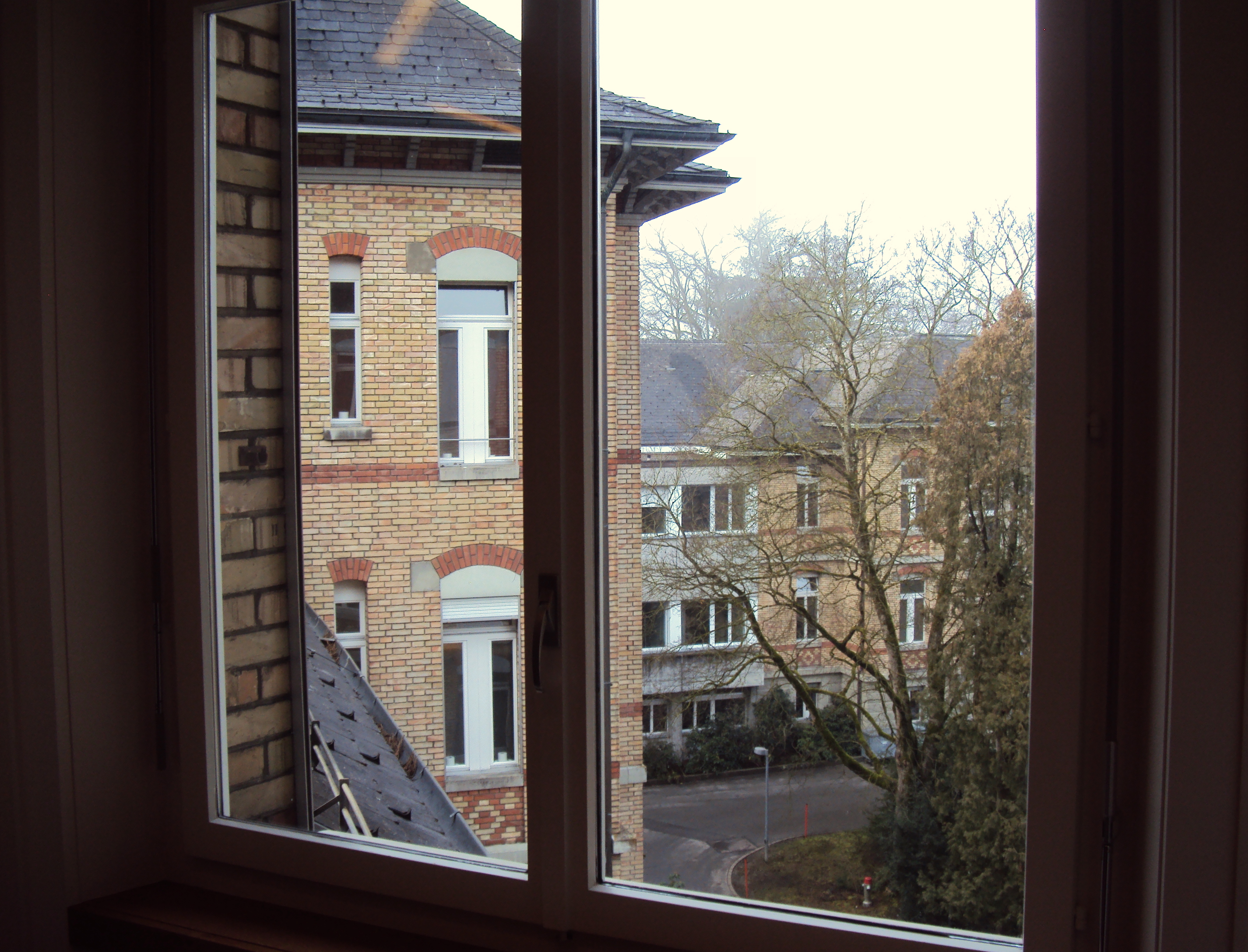
«Manchmal ist sie auch ans Fenster gekommen und hat gewinkt, die Frau dort drüben». Blick über den Innenhof des PMZ

Zu Berthe Bendel und Friedrich Glauser schreibt Gerhard Saner: «Die ideale Frau war allerdings auch Berthe nicht, dazu fehlte ihr vieles im Geistigen. Glauser sehnte sich nach einer Gefährtin wie Frau Dr. Laduner [Gattin des Oberarztes in Matto regiert] oder Frau Wachtmeister Studer.» Und so gesellte sich für Glauser neben der Romantik schon bald auch ein pragmatischer Anteil in die Beziehung. Am 10. Dezember 1935 schrieb er an Berthe Bendel: «Du, ich brauch den Pull sehr, kannst du mir ihn bald schicken? Du bekommst dann den anderen zum Waschen u. Flicken. […] Wenn du den Pull schickst, so leg ein wenig Schokolade dazu, und Früchte, bitte.» In einem Brief an Martha Ringier vom 4. Januar 1936 versah Glauser seine Partnerin uncharmant mit den Attributen «eine Freundin» und «tüchtiger Kerl»: «Und nun komme ich noch mit einer Bitte. Ich habe eine Freundin in Basel, die noch eine Stelle sucht. Es ist ihr gleich, was es ist, Haushalt, Kochen oder sonst etwas. Sie ist ein tüchtiger Kerl, daneben diplomierte Irrenpflegerin. Wüssten Sie vielleicht etwas für sie?» Und Ende Februar erbat er sich von Berthe: «Und dann bin ich tief im Irrenhausroman. Da wird dir eine schöne Arbeit blühen. Du musst ihn mir dann abschreiben. Also bis Mitte April musst du schreibmaschinlen können. Merk dir das Berth. Ich hab ihn auf 1. Mai versprochen.» Neben der Liebe schien Berthe Bendel vor allem die nötige Stabilität in Glausers Leben zu bringen, half ihm immer wieder über Schaffenskrisen und Drogenrückfälle hinweg. In der Zeit, in der sie Glausers Kameradin war, entstanden alle fünf Wachtmeister-Studer-Romane. Robert Schneider erwähnte diesbezüglich: «Als gewesener Vormund des Friedrich Glauser kann ich Ihnen bestätigen, dass Frl. Bendel an dem erfolgreichen Schaffen dieses leider zu früh verstorbenen Dichters grossen Anteil hatte. Es war dies die produktivste Arbeitsperiode des Dichters. […] Ohne ihre selbstlose Hilfe […] wäre Glauser, wie vorher wiederholt, nach kurzer Zeit wieder in Heilanstalten gelandet.» 1934 verfasste Glauser mit der Kurzgeschichte Sanierung eine romantische Variation über die Beziehung Glauser-Bendel, welche 1979 unter dem Titel «Der Handkuss – Ein Märchen aus der Schweiz» verfilmt wurde. Und mit der Figur der Pflegerin Irma Wasem in Matto regiert (1936) erwies Glauser seiner langjährigen Lebensgefährtin eine Reverenz. Dort wird unter anderem ihr Kennenlernen so beschrieben, dass der Patient Pieterlen (Glauser) in die Malergruppe versetzt wird und auf der Abteilung des Frauen-B die Wände streichen muss. Er trifft Irma Wasem, und die beiden verlieben sich. Der Patient Schül erklärt Studer: «‹Dort drüben hat der Pieterlen seinen Schatz gehabt, und oft hat er hier am Fenster gestanden. Manchmal ist sie auch ans Fenster gekommen und hat gewinkt, die Frau dort drüben.›»
Im Juni 1936 bekam das Paar endlich die lang ersehnte Freiheit und es folgte der Umzug nach Angles bei Chartres. Die Idee, einen kleinen Hof zu bewirtschaften und gleichzeitig zu schreiben, zerschlug sich jedoch, und im März 1937 reisten sie weiter über La Bernerie-en-Retz nach Nervi in Italien, wo sie heiraten wollten und Glauser noch die Studer-Roman-Fragmente verfasste. Am Vorabend der Hochzeit brach Glauser unerwartet zusammen und starb 42-jährig in den ersten Stunden des 8. Dezember 1938. Berthe Bendel heiratete 1947 und setzte sich bis zu ihrem Tod zusammen mit Freunden Glausers für dessen Werk ein.

### Martha Ringier

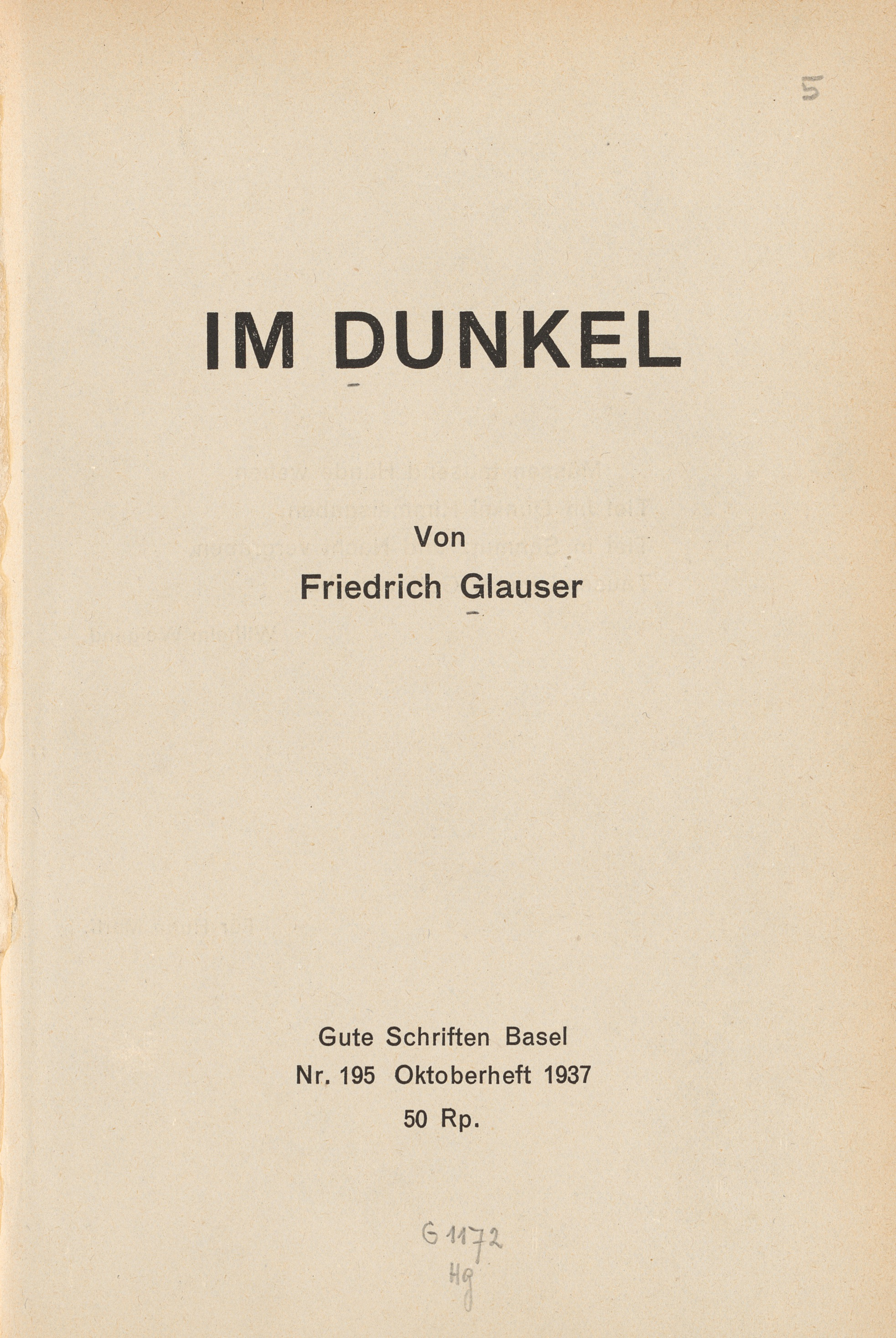
Titelseite von Glausers Erzählung Im Dunkel in der von Martha Ringier betreuten Reihe Gute Schriften, 1937

Zu Martha Ringier schreibt Manfred Papst: «Die Freundschaft zwischen Glauser und Martha Ringier gehört zu den seltsamsten Beziehungen in dem an Sonderbarkeiten so reichen Leben des Autors. Sie begann im Frühjahr 1935 [als Glauser in der Psychiatrische Klinik Waldau interniert war] und währte bis zu Glausers Tod. Allerdings war sie in diesen knapp vier Jahren starken Schwankungen unterworfen und geriet im Sommer 1937 in eine schwere Krise, von der sie sich nie mehr ganz erholte.» Martha Ringier (1874–1967) wohnte in der St. Alban-Anlage 65 in Basel, war wohlhabend, alleinstehend und verstand ihr Leben im Dienst der Literatur. 1924 vermietete sie gar eine Wohnung an Hermann Hesse, wo dieser seine Arbeit am Steppenwolf begann. Sie verfasste selbst Gedichte und Erzählungen und arbeitete als Redaktorin für die Familienzeitschrift Die Garbe, den Schweizerischen Tierschutzkalender und betreute die Reihe Gute Schriften. In diesem Zusammenhang wurde sie eine mütterliche Freundin und Förderin für Glauser, vermittelte durch ihre Beziehungen zum Verlagswesen auch wiederholt seine Texte an diverse Zeitungen und Zeitschriften und unterstützte ihn finanziell wie auch mit Geschenken. Die Briefe (in denen er sie ‹Maman Marthe› nennt und meist mit «Mulet» signiert), die er ihr schrieb, waren oft sehr ausführlich. Dazu Bernhard Echte: «In einer Zeit, da er an Berthe gerade noch eine Seite zu füllen weiss, erhält Martha Ringier zehn und mehr. Und man übertreibt nicht, wenn man sagt, diese Briefe der Anfangszeit zählten zum Schönsten und Anrührendsten, was die deutschsprachige Literatur unseres Jahrhunderts in dieser Hinsicht zu bieten hat.»
Trotzdem kam es zwischen den beiden zu den bereits erwähnten Differenzen, da Glauser ihr seit längerer Zeit eine Erzählung versprochen hatte und vor allem Geld schuldete. Noch einmal Bernhard Echte: «Zwischen Glauser und ihr türmten sich mittlerweile eine Menge unausgesprochene Vorbehalte auf, die zum Teil auch von Berthe geschürt wurden. Als Glauser schliesslich mit seinen Vorwürfen herausrückte, reagierte Martha Ringier schmerzlich berührt.» Am 20. August 1937 schrieb er einen geharnischten Brief an Ringier, in der er ihr unter anderem vorwarf: «Du bist wirklich manchmal schrecklich, maman Marthe. Weisst du, wie oft du mir geschrieben hast, ich solle Witz daran erinnern, dass er dir das Honorar schicke? Fünfmal. Ist das nicht viermal zu viel? […] Hab doch nicht so eine Heidenangst um dein Geld.» Neben diesem Schreiben hat sich ein Entwurf erhalten, den Glauser nie abschickte und worin er wesentlich deutlicher und vor allem verletzender wird: «Wenn du wenigstens dir selber gegenüber zugeben würdest, dass du sehr tyrannisch bist […], und dass du mit allen Mitteln um deine Vorherrschaft kämpfst. Das Traurige an der ganzen Sache ist nur, dass du es selbst nicht weisst, dass du dir selbst gegenüber blind bist. […] Die Welt, fast möchte ich sagen die Scheinwelt, in die du dich eingesponnen hast, ist dir zum Leben so nötig, dass du zusammenbrechen würdest, wenn man sie dir rauben wollte. Du hast dir ein Bild von dir gemacht – und an dies Bild darf man nicht rühren. Du siehst dich als die gütige Helferin, als diejenige, die sich geopfert hat. […] Unbewusst wünschest du ja nur eines: Wieder die Hauptrolle spielen zu dürfen, auf dem Laufenden zu sein, was bei Glausers eingeht, die Vorsehung spielen.» Und Bezug nehmend auf das Honorar von Redakteur Max Ras (für Die Speiche) führt Glauser weiter aus: «Aber nur, weil ich dir erzählt habe, Ras habe mich gut bezahlt, wie Shylock [der geldgierige Geldverleiher aus Shakespeares Kaufmann von Venedig] auf seinem Stück Fleisch zu bestehen, das nenn ich unwürdig, verzeih mir das starke Wort. Soll ich dir sagen, warum du allein bist, warum du immer allein warst? Weil es dir unmöglich ist, dich selbst du vergessen, weil dein Wohltun gespielt ist und nicht echt, weil du in deinem Leben nie das erlebt hast, was das Leben eigentlich erst lebenswert macht: Echte Kameradschaft. Und wenn wir schon beim grossen Aufwaschen sind, so kann ich dir ja noch eines sagen – was Berthe dir bestätigen kann: Dass jedes Zusammensein mit dir mich krank gemacht hat, dass ich nie so viel Opium genommen hab, als wenn ich bei dir war. Es gibt eine Art von Unwahrhaftigkeit, von Rührseligkeit, von Sich-selbst-Belügen, die mich krank macht». Auch Glausers Vater waren die Differenzen zwischen seinem Sohn und Martha Ringier bekannt. Am 27. August 1937 schrieb er ihm: «Endlich seid ihr auch Frl. R. losgeworden. Solche Besuche, die alles durcheinanderzubringen versuchen, sind nicht gerade angenehm. Dennoch hast du gut daran getan, nicht mit ihr zu brechen. Sie hat dir wertvolle Dienste geleistet.» Dies war ein wohlweislicher Rat, da Glauser rund vier Monate später Ringiers Hilfe dringender denn je brauchte: Nach dem Verlust des Chinesen-Manuskriptes fanden Glauser und Bendel am 8. Januar bei Martha Ringier in Basel eine Unterkunft und die nötige Hilfe, um die komplette Neufassung des Chinesen in Angriff zu nehmen. Die ganze Arbeit fand in einem eigens gemieteten Zimmer neben Ringiers Wohnung statt. In den folgenden zehn Tagen diktierte Glauser vom Bett aus den ganzen Roman aus dem Kopf an Bendel und Ringier. Handschriftliche Korrekturen auf dem Typoskript finden sich von Glauser und beiden Frauen. In einem Brief an Georg Gross beschrieb Glauser einen Monat später die Arbeit an der Neufassung folgendermassen: «In Basel gelang es mir dann, den Roman, der zu einem bestimmten Termin abgeliefert werden musste, innerhalb von zehn Tagen herunterzudiktieren, was eine Arbeit von acht Stunden Diktieren pro Tag bedeutete und drei Stunden Korrigieren. Ich brachte ihn dann fertig, den Roman, und war fertig nachher.» Und Martha Ringier erinnerte sich: «Es war eine qualvolle Zeit, sie lastete schwer auf Glauser. Seine Züge waren angespannt, die Stirn meist voller Furchen. Er war leicht gereizt und empfindlich. Wir beiden Frauen bemühten uns, ihm jeden Stein aus dem Weg zu räumen, und fragten uns oft nur mit unseren Blicken: Was wird die Folge dieser Überanstrengung sein?»

## Schaffen

### Umfang

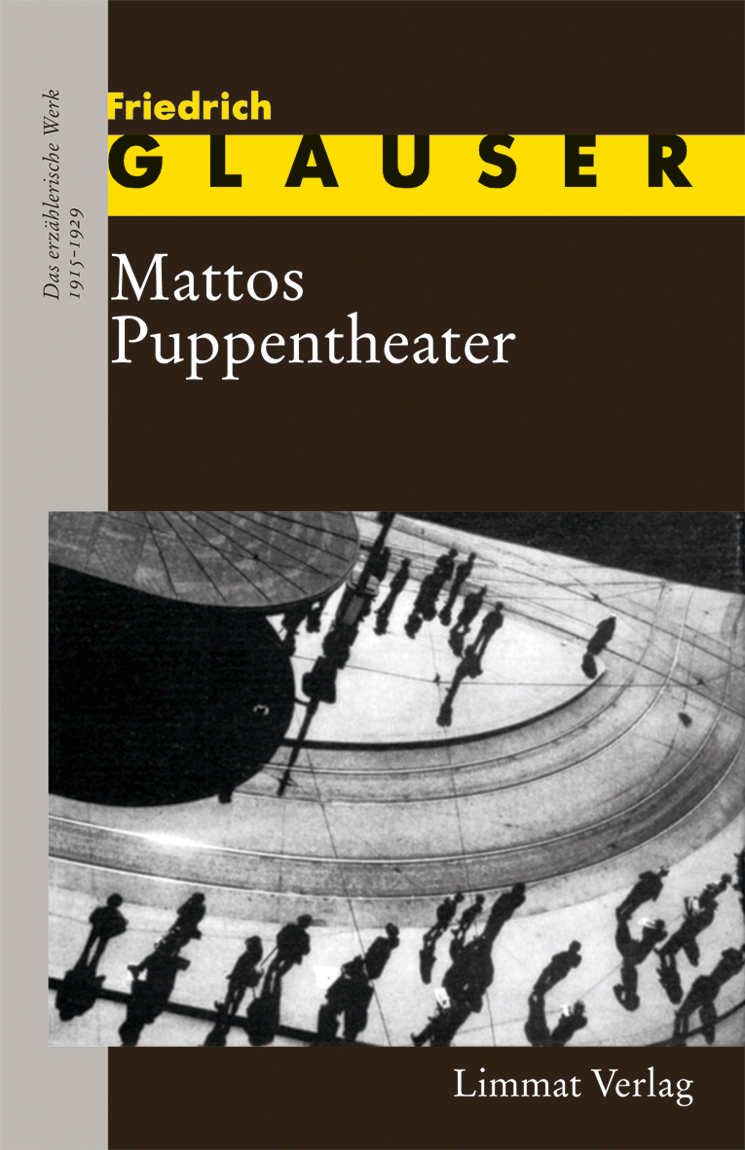
Der erste Band von Glausers Erzählungen in der Werkausgabe des Limmat Verlages, 1992

Zu Glausers Werk schreiben Bernhard Echte und Manfred Papst: «Als Friedrich Glauser am 8. Dezember 1938 unerwartet starb, hatte er sich gerade erst einen gewissen literarischen Ruhm als Kriminalautor erworben: zwei Jahre zuvor war der Wachtmeister Studer erschienen und hatte einen ansehnlichen Erfolg erzielt. Geschrieben und publiziert hatte Glauser jedoch bereits seit mehr als zwanzig Jahren – nur konnte vom Umfang und der Bedeutung dieses Werks kaum jemand ahnen, da es an vielen Orten verstreut in Zeitungen und Zeitschriften gedruckt worden war.» Am 13. November 1915 veröffentlichte Glauser seinen ersten Text, eine Rezension auf Französisch, in der Genfer Zeitung L’Indépendence Hélvetique. Mit dem Feuilleton Wenn Fremde reisen verfasste er 23 Jahre später seine letzte Arbeit. Sechs der sieben Romane, und rund drei Viertel seiner Erzählungen, Lebensberichte und Feuilletons entstanden in den letzten acht Lebensjahren seines etwas über zwei Jahrzehnte langen Schaffens. Zu Glausers bevorzugter Literaturgattung der Erzählung bemerken Echte und Papst: «Keine andere Form kam Glausers Fähigkeiten so weit entgegen wie die der Erzählung. Selbst seine Romane leben ja weit mehr von ihren atmosphärischen Qualitäten als von den grossen Handlungsbögen, deren Konstruktion für Glauser, wie ein Offener Brief über einen Kriminalroman von 1937 erkennen lässt, eher eine lästige Aufgabe bedeutete. Als untrüglich erweist sich dagegen sein Sinn für die Stimmigkeit einer überschaubaren Geschichte.» Neben Glausers Gedichten, zu welchen sich zu Lebzeiten kein Verleger fand, nimmt der umfangreiche Briefwechsel eine Sonderstellung ein. Da Glauser vom 21. Lebensjahr bis zu seinem Tod entmündigt war, ist kaum ein anderer Schriftsteller so sorgfältig dokumentiert: Neben seinen Briefen an den Vater, die Geliebten und Freunde, sammelten sich etliche Schreiben in Verwaltungen, Vormundschaftsbehörden, in Kliniken und bei Psychoanalytikern, welche Glauser mit der gleichen Intensität, mit der er seine berühmten Studer-Krimis schrieb, verfasste. Die Briefe sind so auch ein Lebens- und Zeitdokument, das seinen Romanen durchaus ebenbürtig zur Seite gestellt werden kann. Dazu noch einmal Bernhard Echte: «Und man übertreibt nicht, wenn man sagt, diese Briefe [an Martha Ringier] der Anfangszeit zählten zum Schönsten und Anrührendsten, was die deutschsprachige Literatur unseres Jahrhunderts in dieser Hinsicht zu bieten hat.» Die folgende Werk-Einteilung bezieht sich hauptsächlich auf die elfbändige Werkausgabe des Limmat Verlags:
| Literarische Gattung                                            | Anzahl |
| --------------------------------------------------------------- | ------ |
| Autobiographische Dokumente aus Kliniken (Lebenslauf, Tagebuch) | 6      |
| Briefwechsel                                                    | 730    |
| Dramen                                                          | 2      |
| Essays und Rezensionen                                          | 11     |
| Erzählungen, Kurzgeschichten, Feuilletons                       | 99     |
| Französische Texte                                              | 19     |
| Fragmente                                                       | 20     |
| Gedichte                                                        | 56     |
| Romane                                                          | 7      |

Am 1. Januar 2009 verfiel die Regelschutzfrist von Glausers Werken. Daraufhin veröffentlichte das Projekt Gutenberg-DE mehrere seiner Kriminalfälle online. Sein Nachlass befindet sich im Schweizerischen Literaturarchiv und in den Amtsvormundschaftsakten des Stadtarchivs Zürich.

### Schreibprozess
Glausers widrige Lebensumstände verhinderten in der Regel einen kontinuierlichen und geregelten Schreibprozess. Zwischen Morphiumabhängigkeit, Delikten, Selbstmordversuchen, Fluchten, Internierungen, Entziehungskuren und den Versuchen einer regulären Beschäftigung schrieb Glauser unaufhörlich an seinen Texten bis sich ein erneuter Absturz anbahnte. Zwischen dieser Aneinanderreihung von kleinen und grossen Katastrophen konnte er lediglich während seiner Klinikaufenthalte zur Ruhe kommen und die nötige Kontinuität im Schreiben finden. Für Erzählungen oder Feuilletons war diese Arbeitsweise unproblematisch, Kriminalromane allerdings stellten andere literarische Ansprüche. Glauser verwandte zu wenig Zeit darauf, die Handlungen genau durchzudenken, gegebenenfalls umzustrukturieren oder neu zu schreiben. Die Folge davon waren fehlende Logik und Unstimmigkeiten. Zu seinem ersten Kriminalroman Der Tee der drei alten Damen (1931) schreibt Mario Haldemann diesbezüglich: «Dauernd wechselt der Blickwinkel, der ‹allwissende› Erzähler geht bald mit dieser, bald mit jener Person durch die Handlung, und der Leser verliert schnell einmal die Übersicht über die verworrenen Handlungsstränge und über die Fülle an Personal. Glauser war sich dessen wohl bewusst. Er zog kaum zwei Jahre nach Beendigung des Werks seine Umarbeitung zu einem Studer-Roman in Erwägung.» Noch kurz vor seinem Tod notierte Glauser an seinen Vormund Robert Schneider: «Dann plagt mich ständig der Plan eines Schweizer Romans, den ich sehr gross will (gross im Sinne der Länge), und es ist zum ersten Mal, dass ich versuche, zuerst einen Plan zusammenzuleimen, bevor ich mit der Arbeit beginne.»

### Stil

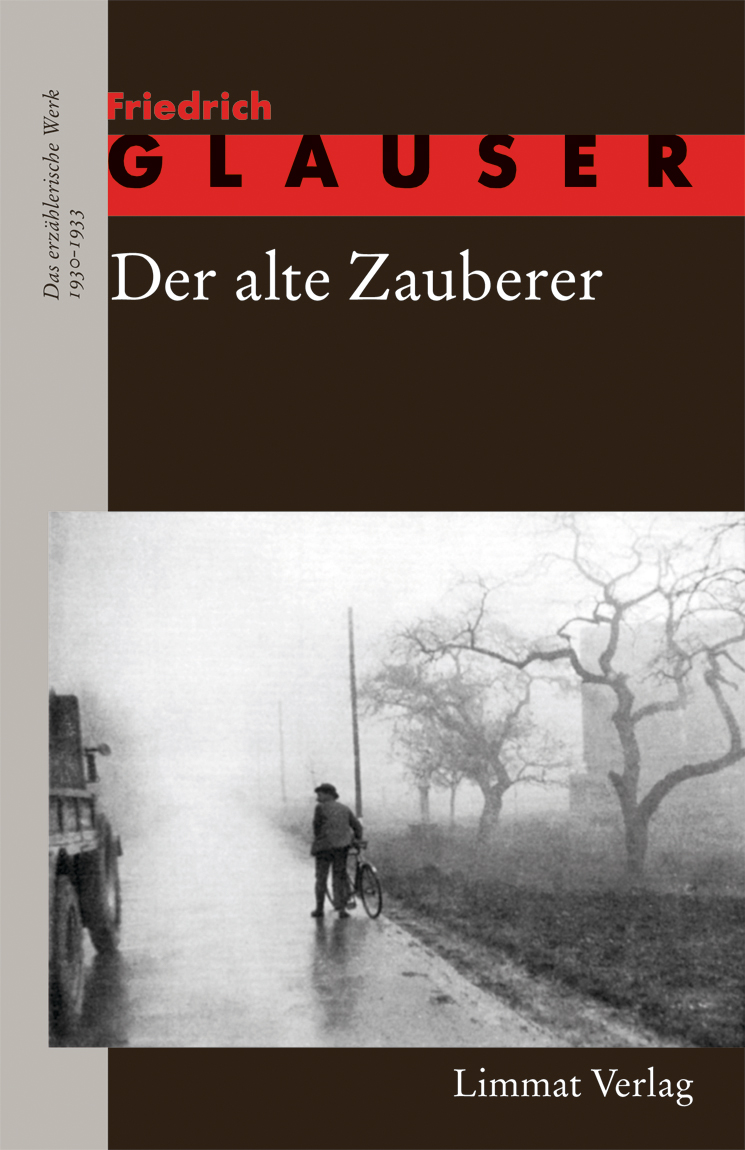
Der zweite Band von Glausers Erzählungen in der Werkausgabe des Limmat Verlages, 1992

Inhaltlich sind die Texte von Glauser meist autobiografisch, indem er beinahe ausnahmslos Schauplätze, Personen und Erlebnisse aus seiner eigenen Vergangenheit verarbeitete. Das Kindler Literatur Lexikon schreibt dazu: «Glausers persönliche Erfahrungen aus jener Odyssee durch Besserungsanstalten aller Art […], das Zusammenleben mit Deklassierten und Aussenseitern aller Art, gingen inhaltlich und atmosphärisch in fast alle seine Romane ein.» Der Autor Frank Göhre ergänzt: «Was immer er schrieb, es hat mit ihm zu tun. Es sind seine Erlebnisse, die Summe dessen, was er erfahren, erlitten hat.» Im Februar 1932 schrieb Glauser diesbezüglich an seinen Freund Bruno Goetz aus den Asconeser Tagen: «Ich möcht gern einen neuen Roman schreiben, wo ich einmal selber nicht drin vorkomme.»
Formal entwickelte Glauser einen Stil, der sich vor allem durch atmosphärisch dichte Milieustudien auszeichnet. Die besondere Fähigkeit, exakte Beobachtungen in einzelne Szenen einfliessen zu lassen, konnte sich in der einfachen Beschreibung einer Stube oder eines wolkenverhangenen Himmels äussern. 1939 schrieb Friedrich Witz dazu: «Das Atmosphärische – das ist sein ureigenes Gebiet, seine dichterische Stärke. Hier steht er als Meister da, von keinem anderen Schweizer übertroffen. […] Wir stehen vor einem Phänomen der Begabung, dem man mit keinem Kunstgeschwätz beikommen kann.» Und weiter: «Ein Wort bleibt noch zu sagen über Glausers Schreibart. Heute, da viele Schriftsteller umständlich mit Sprachkapriolen experimentieren und den Lesern das Verständnis für die von ihnen behandelten Inhalte unnötigerweise erschweren, heisst der unverbildete Leser Glausers Sprache doppelt willkommen. Vornehmste schriftstellerische Pflicht war es für Glauser, auch vom einfachen Menschen verstanden zu werden.» Der Autor Erhard Jöst bemerkt zu Glausers Schreibstil: «Mit eindringlichen Milieustudien und packenden Schilderungen der sozialpolitischen Situation gelingt es ihm, den Leser in seinen Bann zu schlagen. […] Glauser beleuchtet die dunklen Flecken, die normalerweise absichtlich ausgeklammert werden, weil sie die vermeintliche Idylle stören.» Und der Literaturkritiker Hardy Ruoss erkennt in Glauser «den Sozialkritiker, den Fabulierer und Menschenzeichner, aber auch den Schilderer dichtester Atmosphären.» Zum Atmosphärischen tragen auch die verbal vermittelten Sinneseindrücke bei, die sich nicht wie bei anderen Autoren auf das Visuelle und das Akustische beschränken, sondern alle fünf Sinne einbeziehen.
Glauser erlaubte es sich, auch ein Stilmittel einzusetzen, das im 19. Jahrhundert verbreitet war, in seiner Generation aber nicht mehr üblich war: Er flocht schweizerdeutsche Ausdrücke in seine Texte ein; da heisst es dann unerwartet «Chabis» (Blödsinn), «hocken» (sitzen), «Chrachen» (Weiler), «G’schtürm» (Hetzerei), «Grind» (Kopf) oder «Was isch los»? In dieser Art des Schreibens fanden seine Leser (insbesondere Schweizer) sofort etwas sehr Vertrautes und Heimatliches. Und Jean Rudolf von Salis bemerkte dazu: «Seit Gotthelf ist es keinem Schriftsteller so unbefangen und mühelos gelungen, Ausdrücke der Mundart in den hochdeutschen Text einzufügen.»

### Wirkung, Rezeption

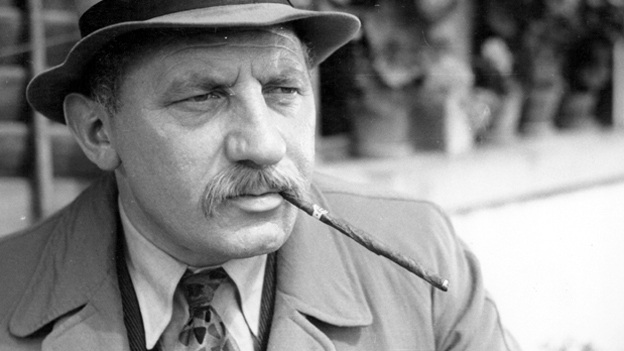
Glausers nachhaltigste Schöpfung: «Wachtmeister Studer», gespielt von Heinrich Gretler im gleichnamigen Praesens-Film aus dem Jahre 1939, Foto: Emil Berna

Literarischer Erfolg stellte sich für Glauser erst in den letzten zwei Lebensjahren ein, als er mit Schlumpf Erwin Mord die Figur des Wachtmeisters Studer schuf, auch wenn er deswegen von Kollegen kritisiert wurde; so monierte der Autor Wolfgang Hartmann noch 1947: «Ich las dann seine Novellen aus Afrika und die nachfolgenden Kriminalromane, erstaunt und befremdet über diesen ‹Abstieg› des einst so Hochgemuten, dem nichts gut genug war, wenn es sich um Dichtung oder Kunst handelte. Thematisch hatte nun also dieser schwergeprüfte und herumgeworfene Abenteurer in ihm kapituliert und sich dem gängigen Reisser und Unterhaltungsroman zugewendet.» Glauser hielt allerdings am «reisserischen» Genre fest und schrieb bis zu seinem Tod im Dezember 1938 fünf Studer-Romane, fünf Studer-Kurzgeschichten und drei Studer-Roman-Fragmente. Mit dem eigensinnigen Kriminalpolizisten, der stets Verständnis für die Gestrauchelten hat, verschaffte er sich postum eine gesicherte Stellung in der Kriminalliteratur. Die Figur des Wachtmeister Studers etablierte sich über die Jahre im Literaturgenre des Krimis wie Doyles «Sherlock Holmes», Agatha Christies «Miss Marple» und «Hercule Poirot» oder Georges Simenons «Jules Maigret». Nach Auffassung von Erhard Jöst ist Glauser «einer der wichtigsten Wegbereiter des modernen Kriminalromans», und bei einer Umfrage nach dem besten Kriminalroman aller Zeiten im Jahr 1990 landete Schlumpf Erwin Mord als bester deutschsprachiger Krimi auf Platz 4, gefolgt von Matto regiert auf Platz 10 und Der Chinese auf Platz 16. Kein anderer deutschsprachiger Autor ist auf der 119 Werke umfassenden Liste mit drei Werken vertreten.
Nachdem Glauser in den 1950er- und 60er-Jahren als «Enfant terrible» der Schweizer Literatur verschrien gewesen war, brachte 1969 der Journalist und Verleger Hugo Leber mit der ersten Gesamtausgabe durch den Arche Verlag Glausers Schaffen wieder in das Bewusstsein des Literaturbetriebs. Zu dieser vierbändigen Publikation bemerkte Leber: «Es ist eine Ausgabe, damit Friedrich Glauser in unserer heutigen Zeit wieder gelesen wird. […] Ich meine aber, dass Friedrich Glausers Werk über sein Leben hinausgeht, indem es zu seiner eigenen Zeit und zu unserer Zeit sehr viel aussagt und damit zur Literatur unserer Schweiz gehört.» 1988 erschien zum 50. Todestag Glausers Briefwechsel und von 1992 bis 1997 die erste vollständige Ausgabe seines Prosawerks im Limmat Verlag in einer neu edierten 11-bändigen Gesamtausgabe, welche das erzählerische Werk und alle Romane umfasste.
Auch andere Künstler wie das Glauser-Quintett oder der Illustrator Hannes Binder wurden von Glauser inspiriert. Letzterer beschäftigt sich seit 1988 wiederholt mit dem Schweizer Schriftsteller: Mit Der Chinese adaptierter er seinen ersten schweizerischen Krimi-Comic. Daraufhin folgten die beiden Glauser-Krimis Krock & Co. (1990) und Knarrende Schuhe (1992). In Wachtmeister Studer im Tessin (1996) übernahm er die Figur des Wachtmeister Studer, kreierte aber darauf basierend eine neue Erzählung. In Glausers Fieber (1999) liess er den Schriftsteller Glauser seinen eigenen Roman Die Fieberkurve schreiben. Auf die Frage, was Glauser für Binder so interessant mache, antwortete dieser: «Es ist in erster Linie seine Art, zu erzählen, seine Settings. Die sind extrem filmisch: Wie er die Sachen umreisst, wie er sich seinem Objekt nähert. […] Es sind genau die Sachen zwischen den Zeilen, die Details, die einen anziehen. Ich habe immer gesagt, es juckt mir in den Fingern, das ist ein Zwang, das zu zeichnen. Das war der Zugang. Und dann hatte ich das Glück, durch den Arche Verlag, der Verlag, für den ich die Buchumschläge der Taschenbücher gemacht habe. Den Glauser gab es noch nicht im Taschenbuch und das war für mich der erste Versuchsballon, Der Chinese. Das ist mehr oder weniger gut gelungen, er hat sich sehr gut verkauft, weil es so etwas noch nicht gab im deutschen Sprachraum, eine Literaturadaption.»
Glauser wurde bisher in 17 Sprachen übersetzt, darunter auch Russisch, Lettisch und Japanisch. Das Historische Lexikon der Schweiz schreibt: «Glauser gehört als sprachmächtiger Erzähler mit gesellschaftskritischer Tendenz zu den bedeutendsten Schweizer Schriftstellern.» 1988 ehrte der Autor Peter Bichsel in seinem Nachwort zu Mensch im Zwielicht Glauser mit den Worten: «Hätte man ihn allerdings damals entdeckt – als Sprachgewaltigen –, er wäre der Vater einer modernen Schweizer Literatur geworden. Er war zu früh. Das Verdienst, einen Weg gefunden zu haben, Schweiz zu beschreiben, kommt Max Frisch zu. […] Wäre Glauser entdeckt worden, damals, er gehörte zu den ganz grossen Schweizer Autoren. Weil er nicht entdeckt worden ist, ist er nur eine Legende – der Legionär, der Kohlengrubenarbeiter, der Drogensüchtige, der Schwindsüchtige, der Arme, der Geprügelte, der Untergehende.» Und 2014 sagte Altbundesrat Christoph Blocher über Glauser: «1930 hätte man einen solchen ‹Schlufi› nicht würdigen können. Aber heute ist der Lebenswandel nicht mehr wichtig. Es zählen nur noch die vielen ‹guten Früchte›.» Am prägnantesten nahm allerdings bereits 1920 Bruno Goetz Glausers spätere Wirkung vorweg: «Die Schweiz wird einmal stolz auf ihn sein.»

## Varia

### Friedrich-Glauser-Preis

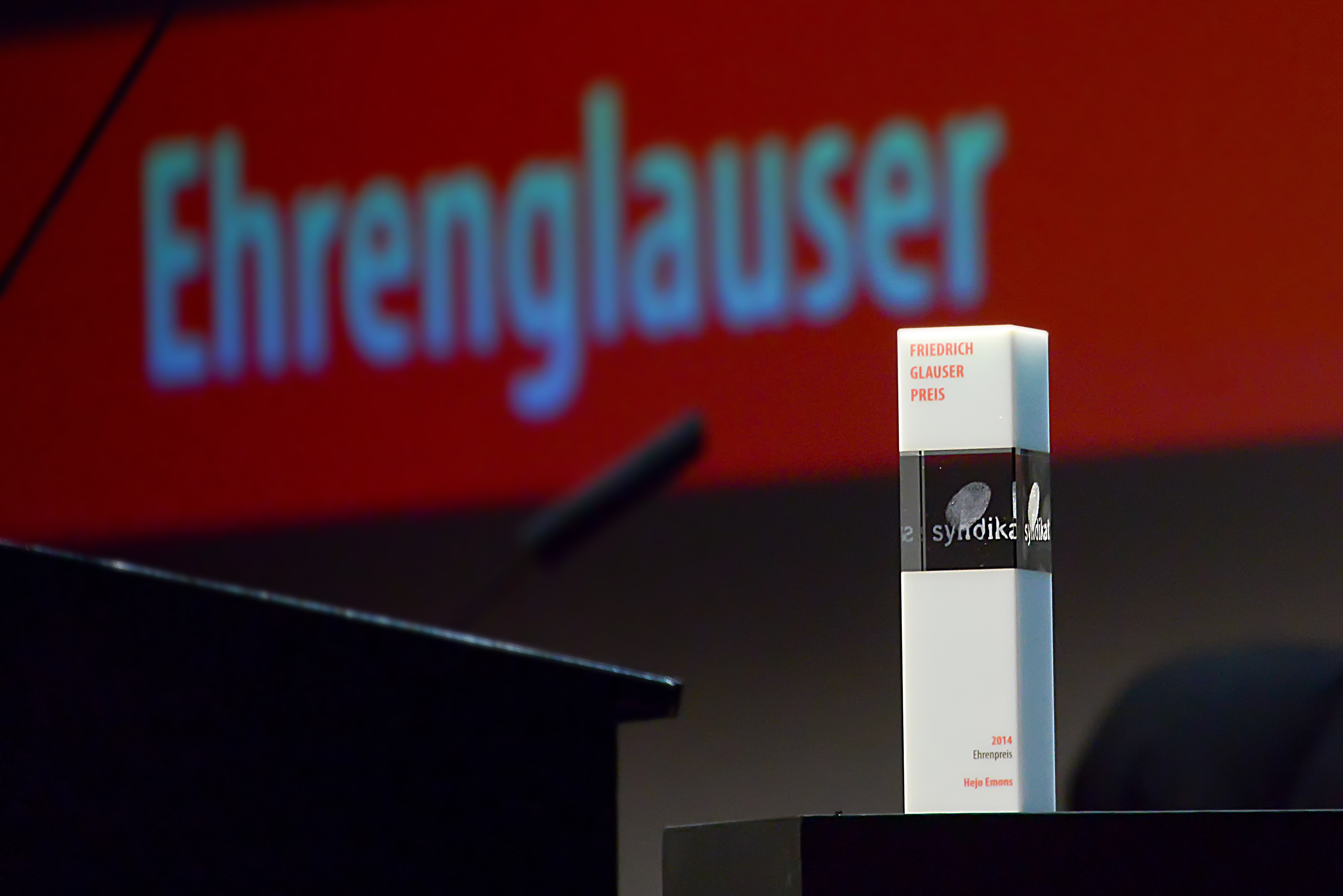
Der Glauser-Ehrenpreis, 2014

Das Netzwerk der deutschsprachigen Kriminalschriftsteller hat seine wichtigsten Autorenpreise nach Glauser benannt: Alljährlich verleiht das Syndikat den Friedrich-Glauser-Preis in den Sparten «bester Kriminalroman», «bestes Kriminalroman-Debüt», «beste Kriminalkurzgeschichte» sowie den «Ehrenglauser» für besondere Verdienste um das Genre.

### Peter Bichsel
In seinem Erzählband Kindergeschichten aus dem Jahre 1969 erweist Peter Bichsel Glauser eine Reverenz, indem er dem Grossvater der Kurzgeschichte Jodok lässt grüßen den Namen Friedrich Glauser gibt. Am Ende sagt der Erzähler: «Und als er starb, weinte ich sehr. Ich habe allen Verwandten gesagt, dass man auf seinen Grabstein nicht Friedrich Glauser, sondern Jodok Jodok schreiben müsse, mein Grossvater habe es so gewünscht. Man hörte nicht auf mich, so sehr ich auch weinte».

### ICN

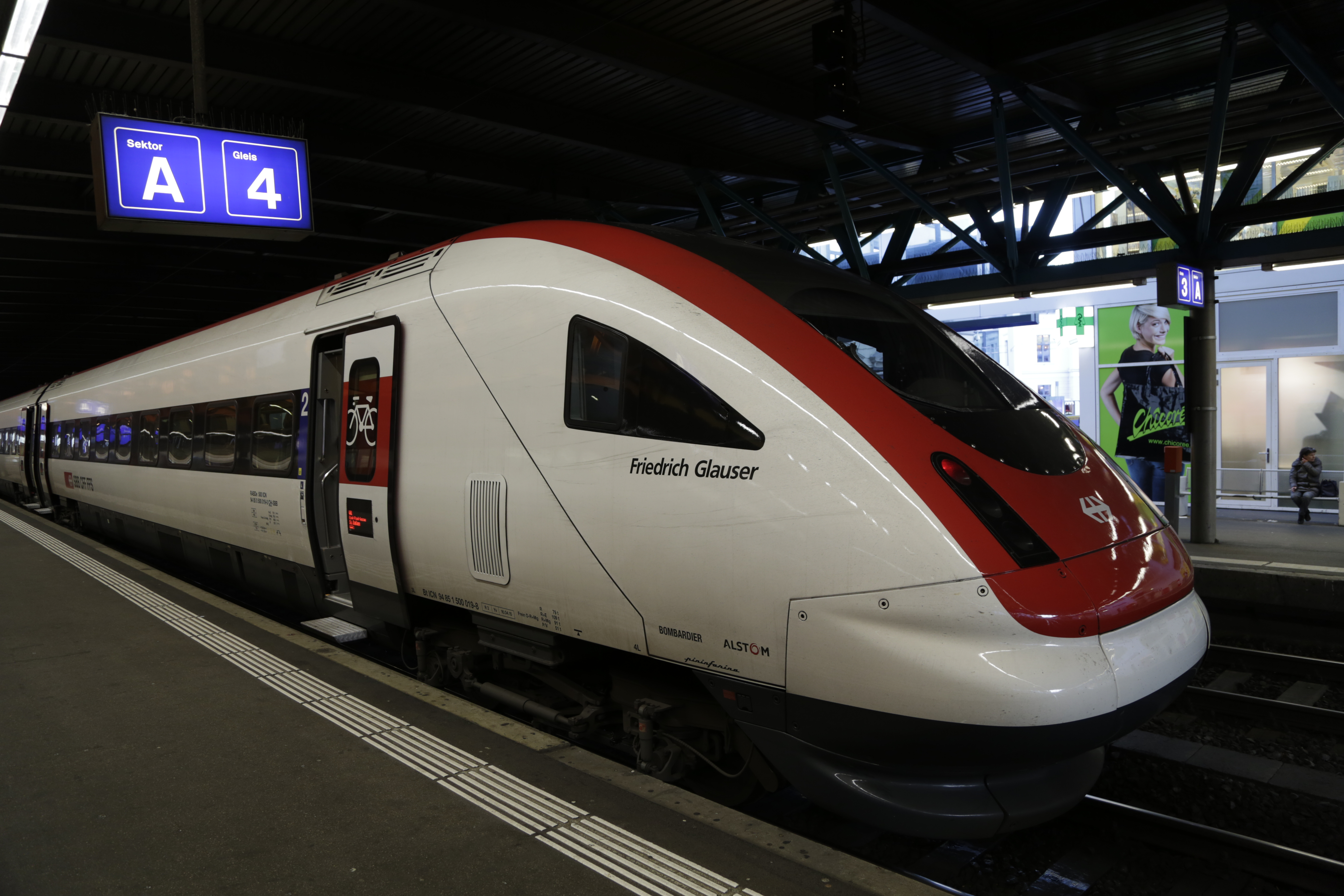
Der ICN 500 019 Friedrich Glauser

Im Rahmen der Bahn 2000 schafften die SBB neue Neigezüge für den Personenfernverkehr an. 1999 begann die Auslieferung der Triebzüge der Zuggattung ICN. Im Gegensatz zu den Vorgänger-Lokomotiven des Typs Re 460, welche nach Täler, Bergen und Sehenswürdigkeiten benannt wurden, trugen die neuen Triebzüge Namen von bekannten Schweizern; im Inneren der Wagen wurden Zitate der entsprechenden Persönlichkeit oberhalb der Fenster angebracht. Der ICN mit der Nummer 500 019 kam am 17. April 2001 in den Verkehr und bekam den Namen von Friedrich Glauser. Auf einer Widmungstafel innerhalb der Zugskomposition ist zu lesen:

Friedrich Glauser – Schriftsteller, geistiger Vater des Wachtmeisters Studer. Der Erzähler düsterer, von den Erfahrungen des verfolgten Aussenseiters geprägter Geschichten. Geboren am 4. Februar in Wien. Gestorben am 8. Dezember in Nervi, Italien.

Die Zugstaufe fand am 11. Mai 2002 im Bahnhof Rheinfelden statt. Zum Namensgeber bemerkte Peter Kellner, Leiter der SBB-Kundenbeziehung, dass in allen Schriften Glausers der dunkle Hintergrund seiner eigenen Lebensgeschichte durchdringe; seine Figuren seien Menschen am Rande des bürgerlichen Lebens, die ums blanke Überleben kämpften, denen aber auch autoritäre Ungerechtigkeiten das Leben schwer gemacht hätten.

### Friedrich-Glauser-Gasse

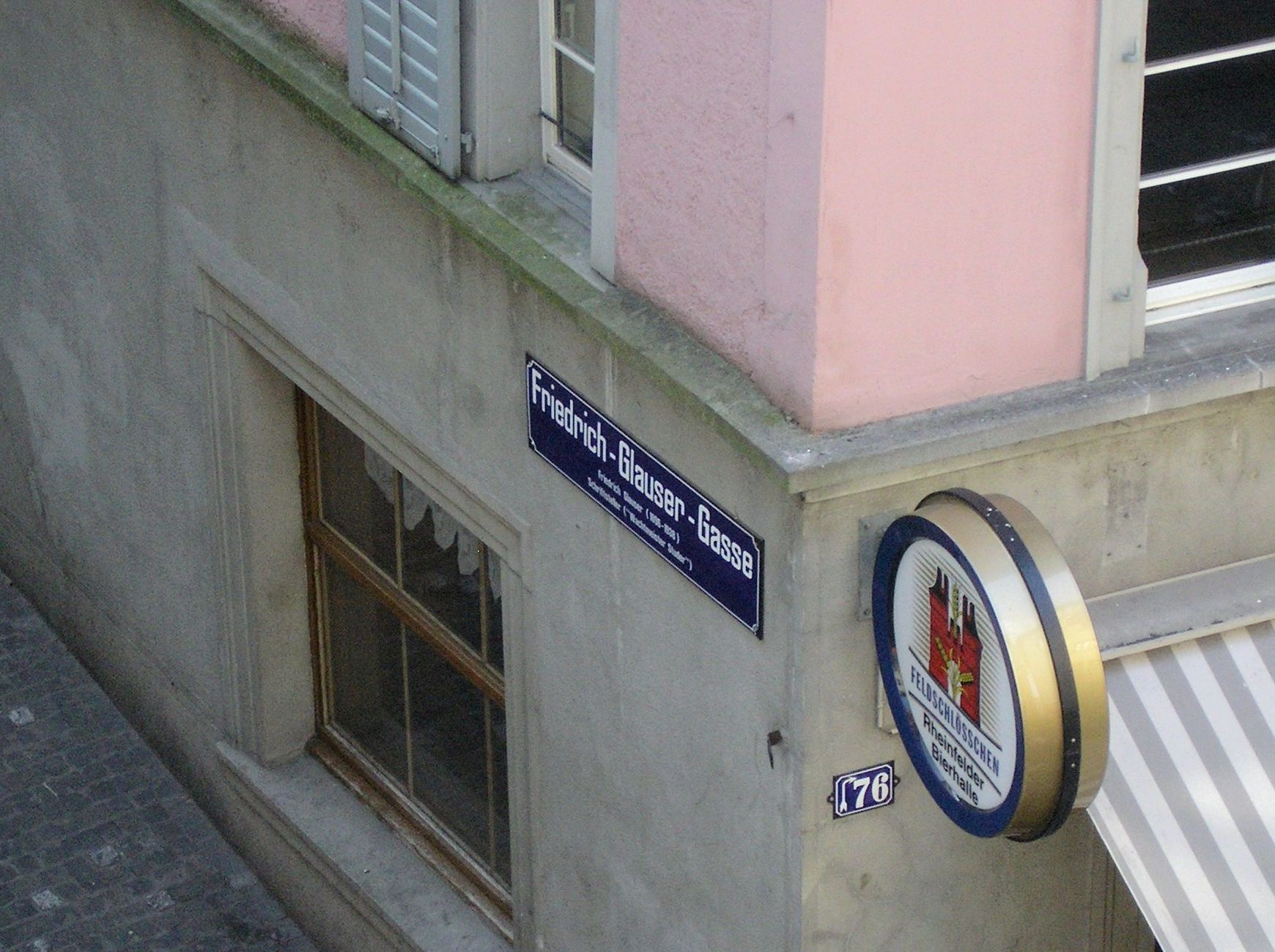
Die Friedrich-Glauser-Gasse in der Altstadt von Zürich

Im Mai 2001 hatte der Zürcher Stadtrat auf Antrag der Strassenbenennungskommission zwei bislang namenlose Gassen in der Altstadt nach den Schriftstellern Robert Walser und Friedrich Glauser benannt. Die Wahl des Niederdorfes wurde damit begründet, dass man sich den Ort auch als Schauplatz eines Wachtmeister-Studer-Falles vorstellen könne. Zudem bewohnte Glauser während seiner Zürcher Zeit (1916 bis 1918) unter anderem ein Zimmer in der Zähringerstrasse 40. Wegen seiner für damalige Verhältnisse unangepassten Lebensart wurde er 1918 von der Zürcher Amtsvormundschaft entmündigt.
Pünktlich zum 63. Todestag von Glauser ehrte die Stadt Zürich dann ihren ehemaligen Einwohner. Am 8. Dezember wurde die «Friedrich-Glauser-Gasse», die Quergasse zwischen Niederdorf- und Zähringerstrasse, eingeweiht. Die damalige Stadträtin Esther Maurer enthüllte das Strassenschild und führte unter anderem aus: «Glauser hat in Zürich manches erfahren müssen, was der Stadt nicht eben zum Ruhm gereicht. […] Hätte Friedrich Glauser von einer ärztlich kontrollierten Morphiumabgabe profitieren können, wäre sein Leben mit Sicherheit anders verlaufen. Vielleicht stehen wir heute auch deshalb hier, an dieser Seitengasse, in diesem Quartier, das nicht allein von Glanz und Glimmer lebt. Die ‹Glauser-Gasse› kann keine Wiedergutmachung sein, aber doch ein Zeichen der Anerkennung.»

### Glauser Quintett
Das Glauser Quintett wurde 2010 von Daniel R. Schneider und Markus Keller gegründet und interpretiert Glausers Texte musikalisch und literarisch. Das Programm der musikalischen Lesungen beinhaltet vor allem die «Glauser-Trilogie», bestehend aus den Kurzgeschichten Schluep, Knarrende Schuhe und Elsi – Oder sie geht um. Im Jahre 2016 nahm sich das Ensemble auch des Legionsromans Gourrama an, indem es ausgewählte Episoden unter dem Titel Gourrama – Wie ein nasser Wolllappen steht er da vertonte.

### Krimitag
Seit 2011 veranstaltet das Syndikat, der Verband der deutschsprachigen Krimiautoren, jeweils an Glausers Todestag den Krimitag.

## Werke

### Einzelausgaben

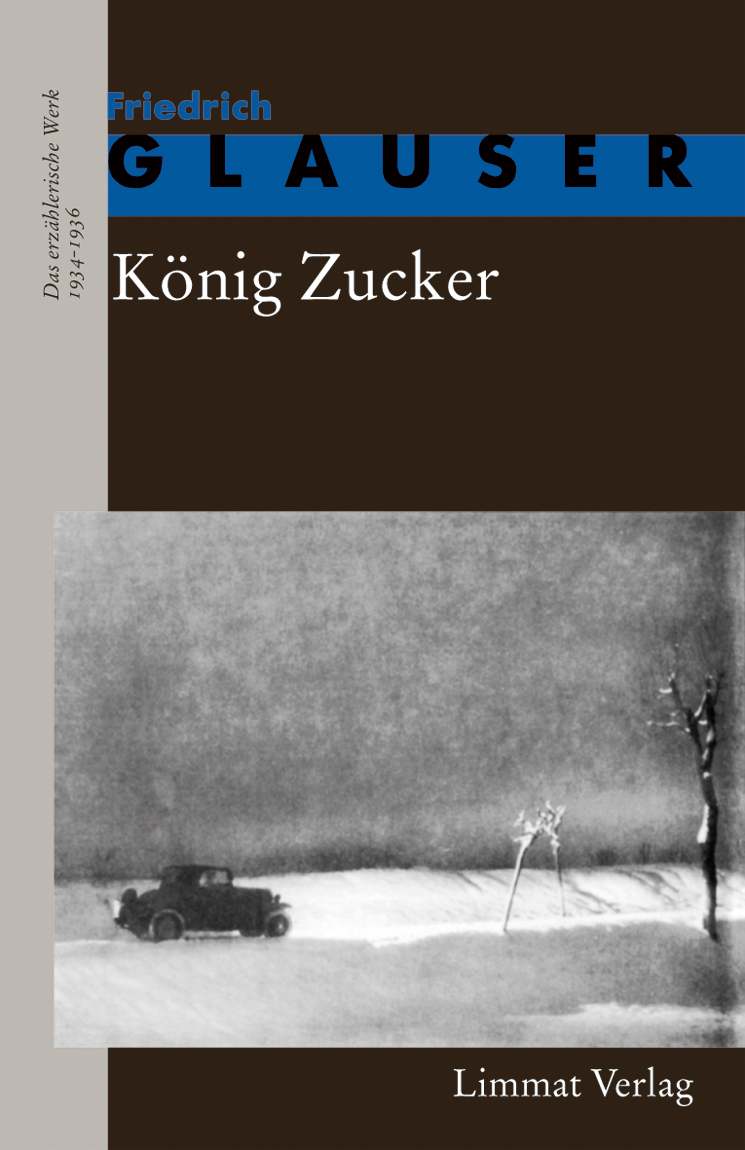
Der dritte Band von Glausers Erzählungen in der Werkausgabe des Limmat Verlages, 1993

- Wachtmeister Studer. Morgarten, Zürich 1936
- Matto regiert. Jean Christophe, Zürich 1936
- Im Dunkel. Gute Schriften (GS 195), Basel 1937
- Die Fieberkurve. Morgarten, Zürich 1938
- Der Chinese. Wachtmeister Studers dritter Fall. Morgarten, Zürich 1939
- Mensch im Zwielicht. Prosatexte und Briefauszüge, red. v. Alfred Graber, hrsg. v. Friedrich Witz. Schweizer Druck- und Verlagshaus (NSB 39), Zürich 1939
- Gourrama. Ein Roman aus der Fremdenlegion. Schweizer Druck- und Verlagshaus, Zürich 1940
- Der Tee der drei alten Damen. Morgarten, Zürich 1941
- Krock & Co. Wachtmeister Studers vierter Fall. Morgarten, Zürich 1941
- Beichte in der Nacht. Gesammelte Prosastücke. Artemis, Zürich 1945
- Dada, Ascona und andere Erinnerungen. Arche, Zürich 1976, ISBN 3-7160-1571-7
- Morphium und autobiographische Texte. Hrsg. v. Charles Linsmayer. Arche, Zürich 1980, ISBN 3-7160-1662-4
- Ali und die Legionäre und andere Geschichten aus Nordafrika. Sabe, Zürich 1987, ISBN 3-252-01200-6
- Mensch im Zwielicht. Lesebuch, hrsg. v. Frank Göhre. Nachwort von Peter Bichsel. Luchterhand, Darmstadt 1988, ISBN 3-630-61814-6
- Knarrende Schuhe. Bilder-Krimi, ill. v. Hannes Binder. Arche, Zürich 1992, ISBN 3-7160-2155-5
- «Nüüd appartigs…». Sechs gezeichnete Geschichten. Limmat, Zürich 2005, ISBN 3-85791-481-5
- Beichte in der Nacht und andere Geschichten von der Liebe. Limmat, Zürich 2008, ISBN 978-3-85791-557-4
- Ich bin ein Dieb und andere Kriminalgeschichten. Limmat, Zürich 2008, ISBN 978-3-85791-558-1
- Pfützen schreien so laut ihr Licht. Gesammelte Gedichte. Nimbus, Wädenswil 2008, ISBN 978-3-907142-33-2
- Schaumkronen. Gedichte und Aphorismen. Elster, Zürich 2012, ISBN 978-3-906065-03-8
- Friedrich Glauser. Versensporn – Heft für lyrische Reize Nr. 40. Hrsg. von Tom Riebe. Edition POESIE SCHMECKT GUT, Jena 2020, 100 Exemplare.

### Werkausgaben

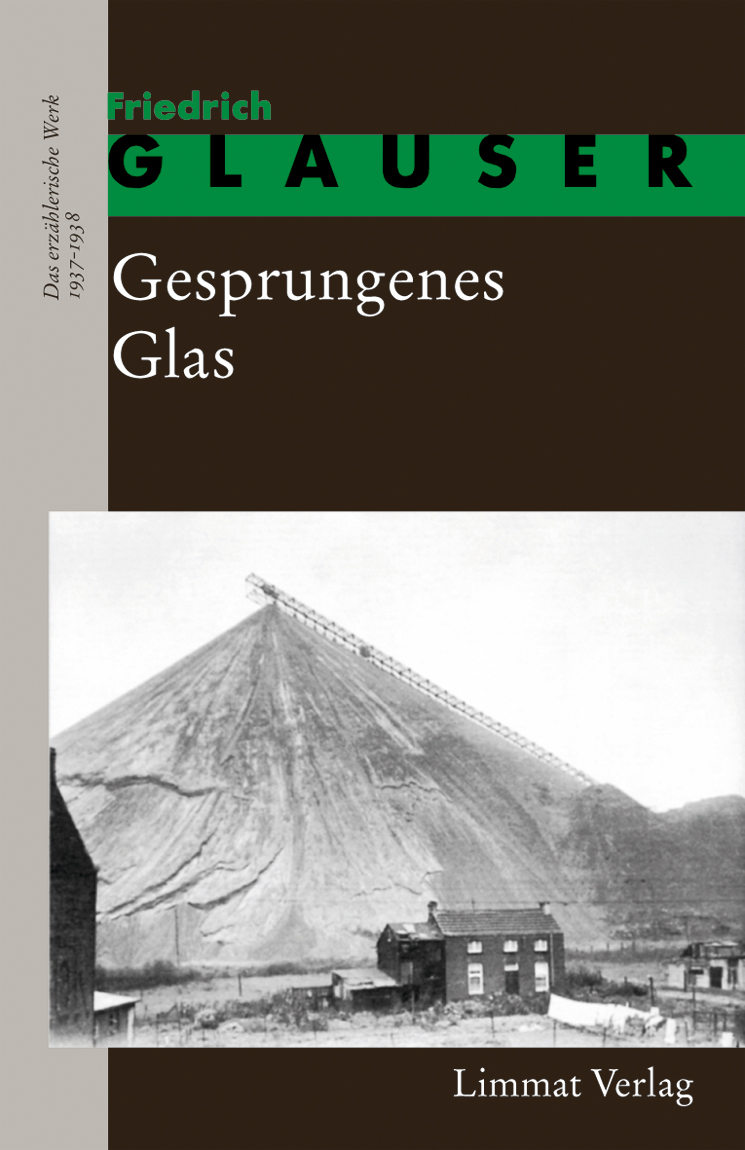
Der vierte Band von Glausers Erzählungen in der Werkausgabe des Limmat Verlages, 1993

- Gesammelte Werke. 4 Bände, hrsg. v. Hugo Leber. Arche, Zürich 1969–1974
- Das erzählerische Werk. 4 Bände, hrsg. v. Bernhard Echte. Limmat Verlag, Zürich 1992/1993; Taschenbuchausgabe im Unionsverlag, Zürich 2000/01:
  - Band 1: Mattos Puppentheater, ISBN 3-293-20176-8
  - Band 2: Der alte Zauberer, ISBN 3-293-20186-5
  - Band 3: König Zucker, ISBN 3-293-20194-6
  - Band 4: Gesprungenes Glas, ISBN 3-293-20201-2
- Die Romane. 7 Bände, hrsg. v. Bernhard Echte. Limmat, Zürich 1995–1997; Taschenbuchausgabe im Unionsverlag, Zürich 1999ff:
  - Band 1: Gourrama, ISBN 3-293-20390-6
  - Band 2: Der Tee der drei alten Damen, ISBN 3-293-20334-5
  - Band 3: Schlumpf Erwin Mord, ISBN 3-293-20336-1
  - Band 4: Matto regiert, ISBN 3-293-20315-9
  - Band 5: Die Fieberkurve, ISBN 3-293-20333-7
  - Band 6: Die Speiche, ISBN 3-293-20335-3
  - Band 7: Der Chinese, ISBN 3-293-20332-9

### Briefwechsel
- Briefe. 2 Bände, hrsg. v. Bernhard Echte. Arche, Zürich 1988/91:
  - Band 1: 1911–1935, ISBN 3-7160-2075-3
  - Band 2: 1935–1938, ISBN 3-7160-2076-1
- «Man kann sehr schön mit dir schweigen» – Briefe an Elisabeth von Ruckteschell und die Asconeser Freunde 1919–1932. Nimbus, Wädenswil 2008, ISBN 978-3-907142-32-5
- «Du wirst heillos Geduld haben müssen mit mir» - Liebesbriefe. Unionsverlag, Zürich 2021, ISBN 978-3-293-00570-9.

## Hörbücher
- Friedrich Glauser: Chabis! Lieder und Texte von und zu Friedrich Glauser. RecRec, Zürich 1996.
- Friedrich Glauser: Wachtmeister Studer. Der Audio Verlag, Berlin 2006, ISBN 3-89813-586-1.
- Friedrich Glauser: Matto regiert sowie Kif, gelesen von Friedrich Glauser. Christoph Merian Verlag, Basel 2006, ISBN 978-3-85616-275-7.
- Friedrich Glauser: Gesprungenes Glas oder: «Ich habe eine grosse Sache im Gring». Hörcollage über Friedrich Glauser. Christoph Merian Verlag, Basel 2006, ISBN 978-3-85616-292-4.
- Friedrich Glauser: Der Chinese. Christoph Merian Verlag, Basel 2007, ISBN 978-3-85616-308-2.
- Friedrich Glauser: Die Fieberkurve. Christoph Merian Verlag, Basel 2007, ISBN 978-3-85616-335-8.
- Friedrich Glauser: Krock & Co. Wachtmeister Studer ermittelt. Christoph Merian Verlag, Basel 2010, ISBN 978-3-85616-432-4.
- Friedrich Glauser: Der Tee der drei alten Damen. Christoph Merian Verlag, Basel 2011, ISBN 978-3-85616-553-6.

## Verfilmungen
- 1939: Wachtmeister Studer (Schweiz, Regie: Leopold Lindtberg; mit Heinrich Gretler als Studer)
- 1943: Kriminalassistent Bloch (Dänemark, Regie: Poul Band und Grete Frische)
- 1947: Matto regiert (Schweiz, Regie: Leopold Lindtberg; mit Heinrich Gretler als Studer)
- 1976: Krock & Co (Deutschland/Schweiz, Fernsehfilm, Regie: Rainer Wolffhardt; mit Hans Heinz Moser als Studer)
- 1978: Der Chinese (Deutschland/Schweiz, Fernsehfilm, Regie: Kurt Gloor; mit Hans Heinz Moser als Studer)
- 1979: Der Handkuss – Ein Märchen aus der Schweiz (Schweiz, Fernsehfilm, Regie: Alexander J. Seiler)
- 1980: Matto regiert (Deutschland/Schweiz, Fernsehfilm, Regie: Wolfgang Panzer; mit Hans Heinz Moser als Studer)
- 2001: Studers erster Fall (Schweiz, Fernsehfilm, Regie: Sabine Boss; mit Judith Hofmann als Claudia (!) Studer) – nach Matto regiert

## Dokumentarfilme
- 1975: Betrifft Friedrich Glauser – Eine Ermittlung von Felice Antonio Vitali
- 2011: Christoph Kühn (Regie): Glauser – Das bewegte Leben eines grossen Schriftstellers, ein Film mit Berthe Bendel, Max Müller, Martin Borner, Hardy Ruoss, Hansjörg Schneider, Frank Göhre, Illustrationen von Hannes Binder. DVD. Limmat, Zürich 2013, ISBN 978-3-85791-701-1.[123]

## Sekundärliteratur

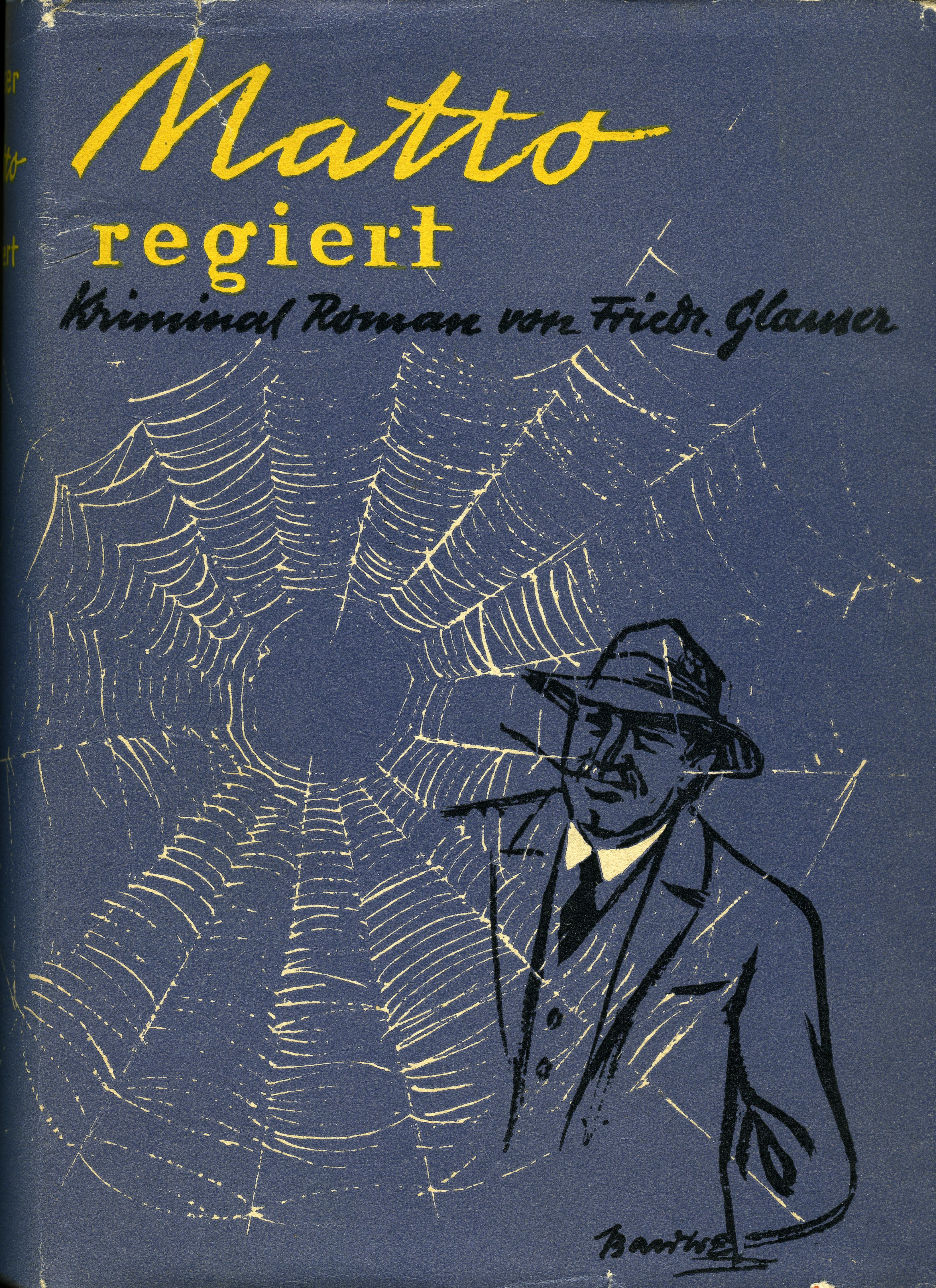
Wachtmeister Studer auf dem Buchcover von Matto regiert (Buchausgabe des Schweizer Druck- und Verlagshauses, Zürich 1943)

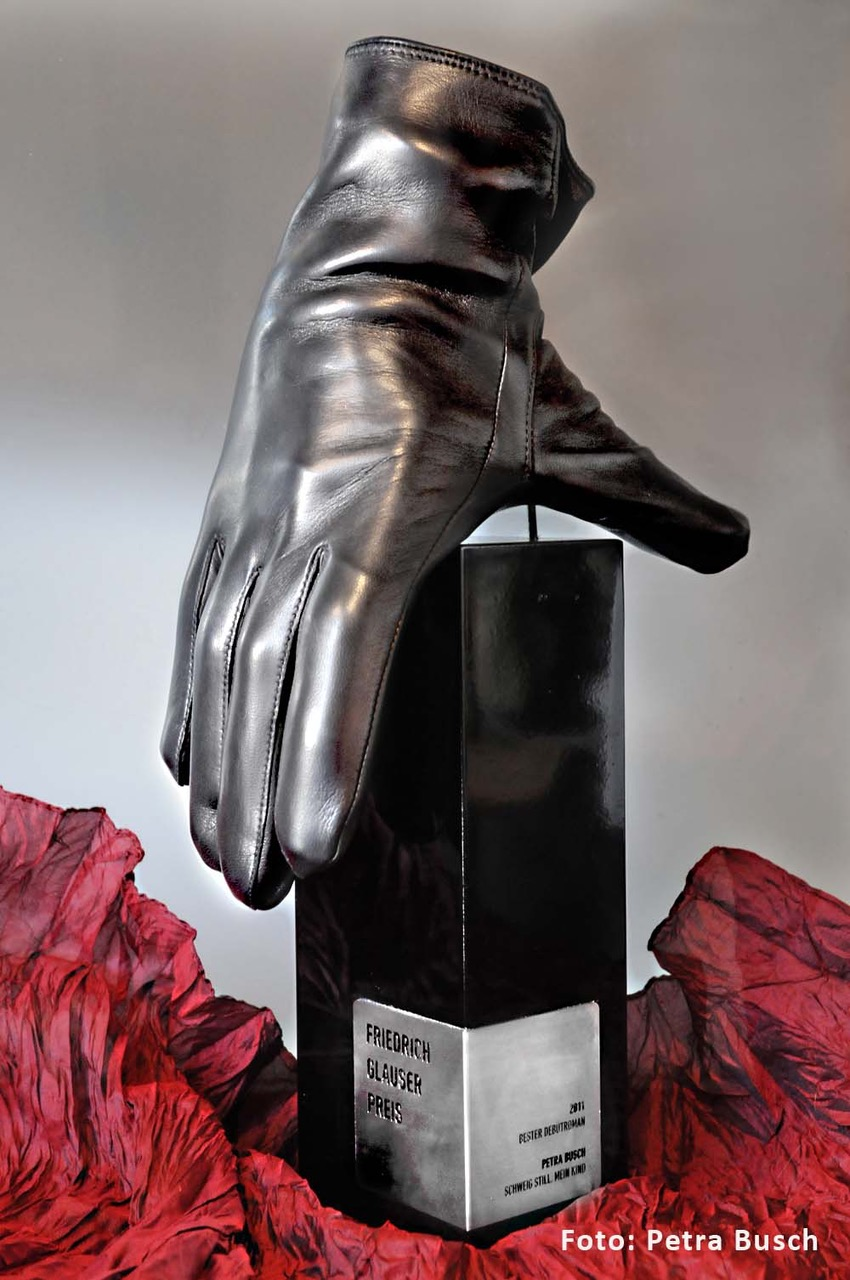
Friedrich-Glauser-Preis 2011 für Petra Busch: Bester Erstlingsroman Schweig still, mein Kind (2010)

- Dieter Fringeli: Dichter im Abseits. Schweizer Autoren von Glauser bis Hohl. Artemis, Zürich 1974, ISBN 3-7608-0339-3, S. 33–48
- Erhard Ruoss: Wirklichkeit und Wahrheit: Friedrich Glausers Erzählen als Selbstbegegnung und Wahrheitssuche, Zürich 1976, OCLC 729996958 (Dissertation Universität Zürich, Philosophische Fakultät I, 1976, 120 Seiten).
- Erhard Ruoss: Friedrich Glauser: Erzählen als Selbstbegegnung und Wahrheitssuche (= Europäische Hochschulschriften. Reihe I, Deutsche Sprache und Literatur, Band 290). Lang, Bern 1979, ISBN 3-261-04650-3.
- Gerhard Saner: Friedrich Glauser. Eine Biographie. 2 Bände. Suhrkamp, Frankfurt am Main 1981, ISBN 3-518-04130-4.
- Erhard Jöst: Seelen sind zerbrechlich. Friedrich Glausers Kriminalromane beleuchten Schweizer Schattenseiten. In: Die Horen Nr. 148, 1987, S. 75–80, ISSN 0018-4942
- Frank Göhre: Zeitgenosse Glauser. Ein Porträt. Arche, Zürich 1988, ISBN 3-7160-2077-X.
- Rainer Redies: Über Wachtmeister Studer. Biographische Skizzen. Erpf, Bern 1993, ISBN 3-905517-60-4.
- Heiner Dübi: Internierung, Bevormundung – eine Folge gesellschaftlicher Ordnung. Cardun, Winterthur 1995, ISBN 3-907803-07-8.
- Peter Erismann, Heiner Spiess (Hrsg.): Friedrich Glauser. Erinnerungen. Limmat, Zürich 1996, ISBN 3-85791-274-X.
- Angelika Jockers, Anastasia Simopoulos, Hannes Binder: Friedrich Glauser zum 100. Geburtstag. Festschrift, Friedrich Glauser-Gesellschaft, München 1996, OCLC 85328690.
- Birgit Kawohl: Friedrich Glauser. Personalbibliographie. Kletsmeier, Giessen 1997, ISBN 3-930494-24-8.
- Joseph Quack: Die Grenzen des Menschlichen. Über Georges Simenon, Rex Stout, Friedrich Glauser, Graham Greene. Königshausen & Neumann, Würzburg 2000, ISBN 3-8260-2014-6.
- Karl F. Stock et al.: Personalbibliographien österreichischer Dichterinnen und Dichter. München 2002, Bd. 1, S. 463–464.
- Christa Baumberger: Resonanzraum Literatur. Polyphonie bei Friedrich Glauser. Fink, Paderborn 2006, ISBN 3-7705-4265-7 (Dissertation, Universität Zürich 2005).
- Frank Göhre: Mo. Der Lebensroman des Friedrich Glauser. Pendragon, Bielefeld 2008, ISBN 978-3-86532-085-8.
- Hubert Thüring: Friedrich Glausers Schreiben im Kreuzungspunkt von Philologie und Kulturwissenschaft. Bern 2008 (Text online).
- Christa Baumberger (Hrsg.): Friedrich Glauser, in: Quarto, Zeitschrift des Schweizerischen Literaturarchivs (SLA) / Bundesamt für Kultur, Nr. 32, Genf 2011, ISSN 1023-6341, ISBN 978-2-05-102169-2.
- Martina Wehrli: Schreiben am Rand. Die «Bernische kantonale Irrenanstalt Waldau» und ihre Narrative (1895–1936). Transcript, Bielefeld 2014, ISBN 978-3-8376-2878-4, S. 326 ff. (= Überarbeitete Dissertation ETH Zürich 2012.)
- Hannes Binder: Dada. Limmat Verlag, Zürich 2015, ISBN 978-3-85791-789-9
- Christa Baumberger, Rémi Jaccard (Hrsg.): Friedrich Glauser: Ce n’est pas très beau – Eine abgründige Sammlung zur Ausstellung im Strauhof. Zürich, 2016
- Ursula Kohler: Literarisches Reisefieber. AS-Verlag, Zürich 2017, ISBN 978-3-906055-63-3, S. 110–119 (Gartenbauschule Oeschberg: Auf der Suche nach einer der Lebensstationen Glausers)
- Christa Baumberger (Hrsg.), Illustrationen von Hannes Binder: «Jeder sucht sein Paradies…» – Briefe, Berichte, Gespräche. Limmat-Verlag, Zürich 2021, ISBN 978-3-03926-005-8.[124]